# Ab Urbe condita libri CXLII

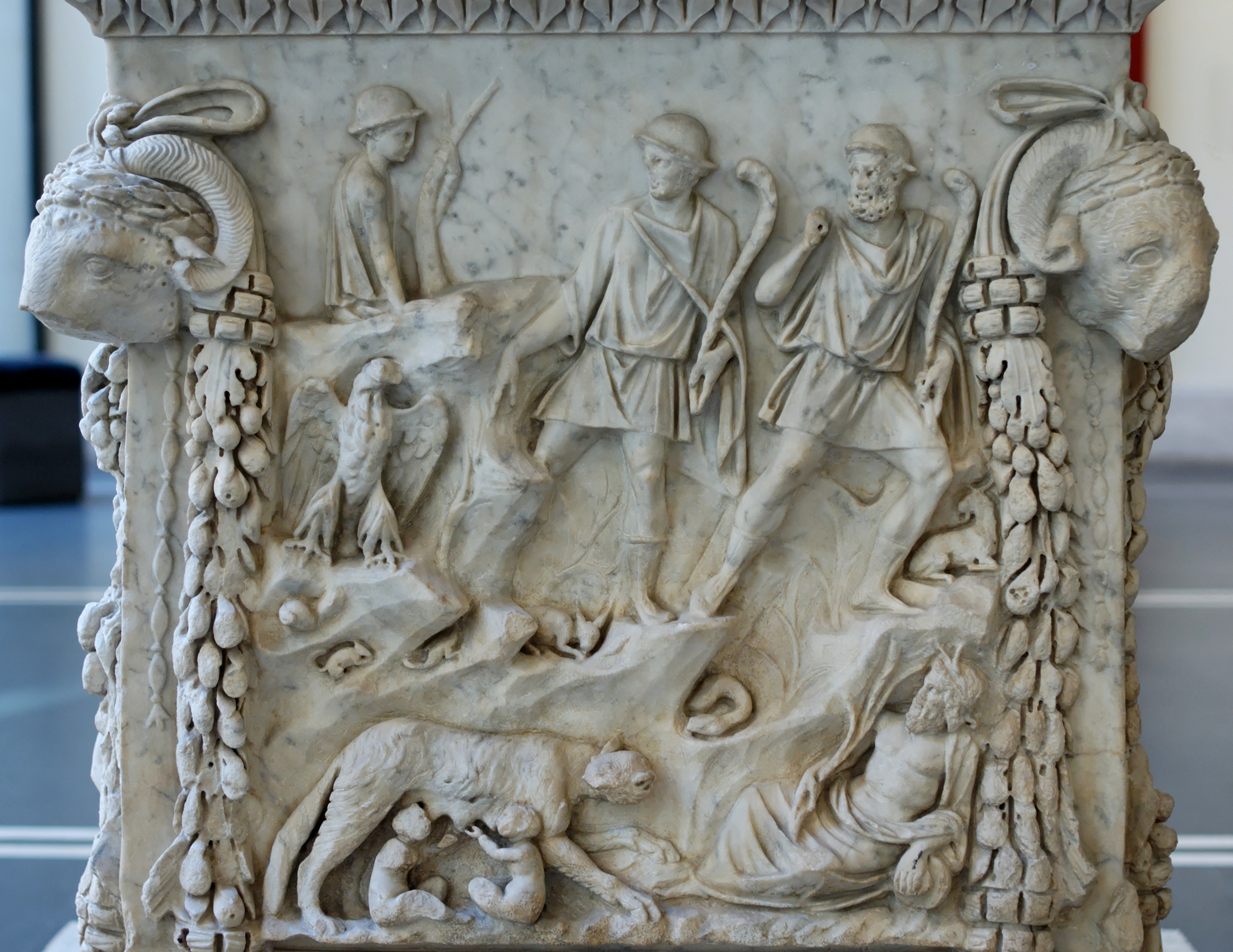
Altare di Marte dove è rappresentata la nascita di Romolo e Remo e la lupa che li allevò

Ab Urbe condita libri CXLII (I 142 libri dalla fondazione della Città) è una storia di Roma, dalla fondazione (753 a.C.) alla morte di Druso (9 a.C.) dello storico latino Tito Livio.
Dei 142 libri di cui era composta l'opera si sono conservati i libri 1–10 e 21–45 (l'ultimo mutilo) e scarsi frammenti degli altri (celebri quelli relativi alla morte di Cicerone col giudizio di Livio sull'oratore, tramandati da Seneca il Vecchio). È nota anche semplicemente come Ab Urbe condita libri e Historiae ('storie'), e in italiano Storia di Roma; il titolo originale tuttavia è, forse, Annales.

## Il piano dell'opera di Livio

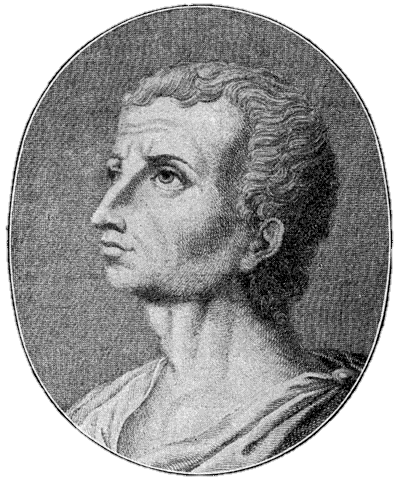
Tito Livio

Scrivendo la sua opera Livio ritornò alla struttura annalistica tipica della storiografia romana, rifiutando l'impianto monografico delle prime opere di Sallustio (Bellum Catilinae, Bellum Iugurthinum, mentre le incompiute Historiae erano di carattere annalistico, così anche come i celebri "Annales" di Ennio, il poema racconta la storia di Roma appunto "anno per anno" ). La narrazione di ogni impresa si estende per l'arco di un anno, poi è sospesa ed ha inizio la narrazione di altri avvenimenti contemporanei, per l'anno seguente è ripresa la narrazione dei fatti lasciati in sospeso alla fine dell'anno precedente.
La narrazione iniziava dalle origini mitiche di Roma, ossia con la fuga di Enea da Troia, e arrivava, col libro 142, alla morte di Druso maggiore, figliastro di Augusto, avvenuta in Germania nel 9 a.C., o forse anche fino alla disfatta di Varo nella selva di Teutoburgo, nel 9 d.C. L'opera, interrotta dalla morte di Livio, probabilmente doveva comprendere 150 libri ed arrivare fino alla morte di Augusto, avvenuta nel 14 d.C. Si sono conservati i libri 1-10 (la "prima decade"), che arrivano fino alla terza guerra sannitica (293 a.C.) e i libri 21-45 (terza e quarta "decade" e metà della quinta), che coprono gli avvenimenti dalla seconda guerra punica (218 a.C.) fino al termine della guerra contro la Macedonia, nel 167 a.C. Dei libri perduti si sono conservate (tranne che per i libri 136 e 137) le Perìochae, brevi riassunti composti fra il III e il IV secolo, forse sulla base di precedenti epitomi (compendi) dell'opera liviana. La perdita di vaste parti dell'opera è probabilmente dovuta alla sua suddivisione in gruppi separati di libri, che andarono incontro a diverse vicende.
Alla divisione in decadi si fa cenno per la prima volta verso la fine del V secolo, ma la presenza di un proemio in apertura della terza decade (seconda guerra punica) fa pensare che la suddivisione in decadi rispecchi le fasi della pubblicazione dell'opera da parte dello stesso Livio, che pubblicò l'opera per gruppi di libri comprendenti periodi distinti e premettendo dichiarazioni introduttive ad alcuni dei libri che aprivano un nuovo ciclo. Come molti dei precedenti storici latini, Livio dilata l'ampiezza della propria narrazione man mano che si avvicina alla propria epoca, per soddisfare le attese dei lettori, interessati soprattutto alla narrazione della crisi politico-sociale dalla quale era emerso il principato augusteo.
A tale interesse del pubblico allude Livio nella praefatio generale all'opera. Le fonti utilizzate da Livio per la prima decade, contenente la storia più antica di Roma, furono gli annalisti, specialmente quelli meno antichi come Claudio Quadrigario, Valerio Anziate, Elio Tuberone e Licinio Macro (per alcune descrizioni particolari tenne forse presente addirittura il poema epico di Ennio), mentre per le decadi successive, in cui veniva narrata l'espansione di Roma in Oriente, agli annalisti romani affiancò il grande storico greco Polibio, dal quale Livio attinse soprattutto la visione unitaria del mondo mediterraneo; sporadico pare l'uso delle Origines di Catone.

## Contenuto superstite
Il contenuto dell'opera di Livio che ci è giunto è suddiviso in cinque pentadi (ossia gruppi di cinque libri)

### Prima pentade (libri I-V)

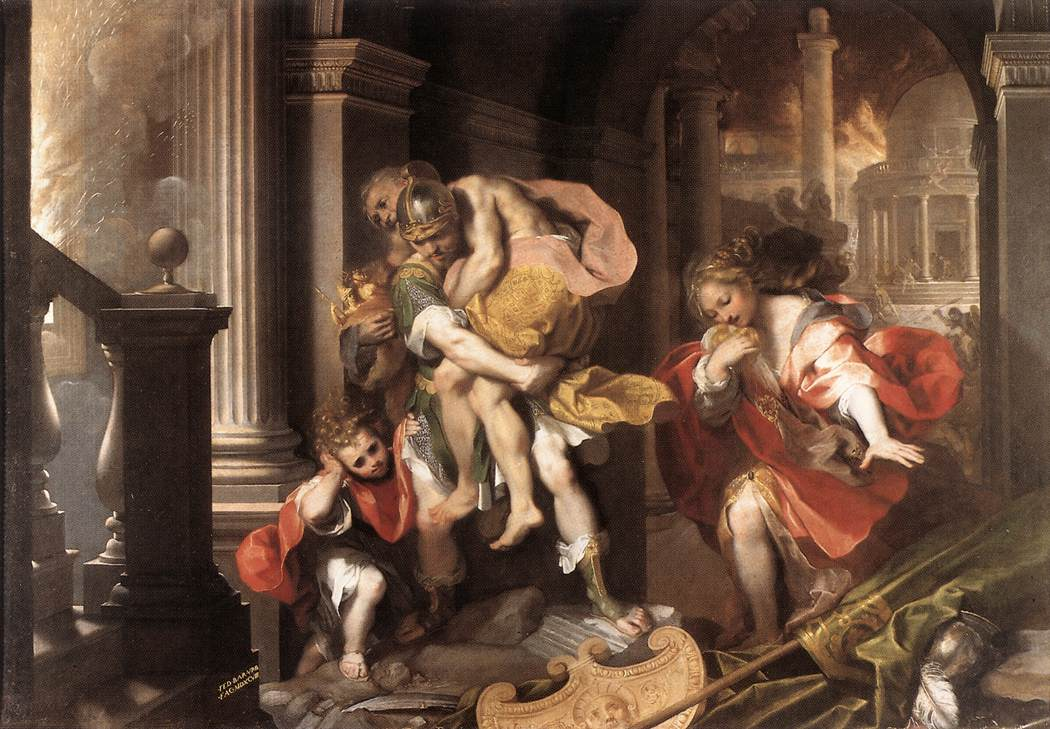
Fuga di Enea da Troia, Federico Barocci, 1598 (Galleria Borghese, Roma)

#### Origini di Roma con Enea e fondazione di Romolo e Remo (libri I-V)
In seguito alla caduta di Troia gli Achei furono molto duri nei confronti dei superstiti ma fecero una eccezione per due di essi, Enea e Antenore, che sostennero sempre la pace e la restituzione di Elena.  Antenore, con un nutrito gruppo di Eneti e di Troiani percorsero il mar Adriatico e sbarcati nei pressi dei colli Euganei scacciarono gli Euganei e fondarono un villaggio, Troiano, che assunse poi il nome Padova.
Invece  Enea coi suoi soldati approdò nel Lazio nel territorio di Laurento. Qui, secondo alcuni, venne accolto da Latino, re degli Aborigeni, secondo altri, fu costretto a battersi. Il destino vuole che il re italico fosse vinto in battaglia e costretto a fare pace con l'eroe troiano. Si narra, inoltre, che una volta conosciuta la figlia del re, Lavinia, l'eroe e la donzella si innamorassero perdutamente l'uno dell'altra, ma lei era stata promessa in sposa a Turno, re dei Rutuli. L'amore di entrambi costrinse Latino ad assecondare i desideri della giovane figlia ed a permetterle di sposare l'eroe giunto da Troia, pur sapendo che prima o poi avrebbe dovuto affrontare Turno, il quale non aveva accettato che lo straniero venuto da lontano gli fosse preferito. Una volta sposati, Enea decise di fondare una città, dandole il nome di Lavinio (l'odierna Pratica di Mare), in onore della moglie.
La guerra che ne seguì non portò nessuna delle due parti a rallegrarsi. I Rutuli furono vinti e Latino, re alleato di Enea, fu ucciso.
(Tito Livio, Ab Urbe condita libri, I, 2.)
Segue il racconto di Romolo e Remo.

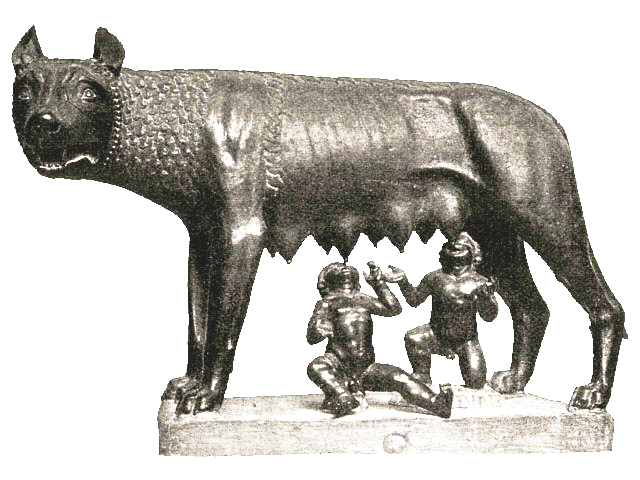
La lupa capitolina, con Romolo e Remo

 (secondo alcuni la lupa era forse una prostituta, all'epoca le prostitute erano chiamate anche lupae (si ritrova oggi traccia nella parola lupanare), e da un picchio (animale sacro per i Latini) che li protegge, entrambi animali sacri ad Ares. In quei pressi portava al pascolo il gregge il pastore Faustolo (porcaro di Amulio) che trova i gemelli e insieme con la moglie Acca Larenzia (secondo alcuni detta lupa dagli altri pastori, forse in quanto dedita alla prostituzione) li cresce come suoi figli..

#### Guerra contro i Sabini:Ratto delle Sabine(libro I)
Romolo, divenuto unico re di Roma, decise per prima cosa di fortificare la nuova città, offrendo sacrifici agli dèi secondo il rito albano e dei Greci in onore di Ercole, così com'erano stati istituiti da Evandro.; successivamente dotò la città del suo prima sistema di leggi e si circondò di 12 Littori.
Con il tempo Roma andò ingrandendosi, tanto da apparire secondo Livio "così potente da poter rivaleggiare militarmente con qualunque popolo dei dintorni". Erano le donne che scarseggiavano. Questa grandezza era destinata a durare una sola generazione se i Romani non avessero trovato sufficienti mogli con cui procreare nuovi figli per la città, nonostante Romolo, avesse proibito di esporre tutti i figli maschi e la prima tra le figlie, tranne che fossero nati con delle malformazioni.
(Livio, Ab Urbe condita libri, I, 9.)

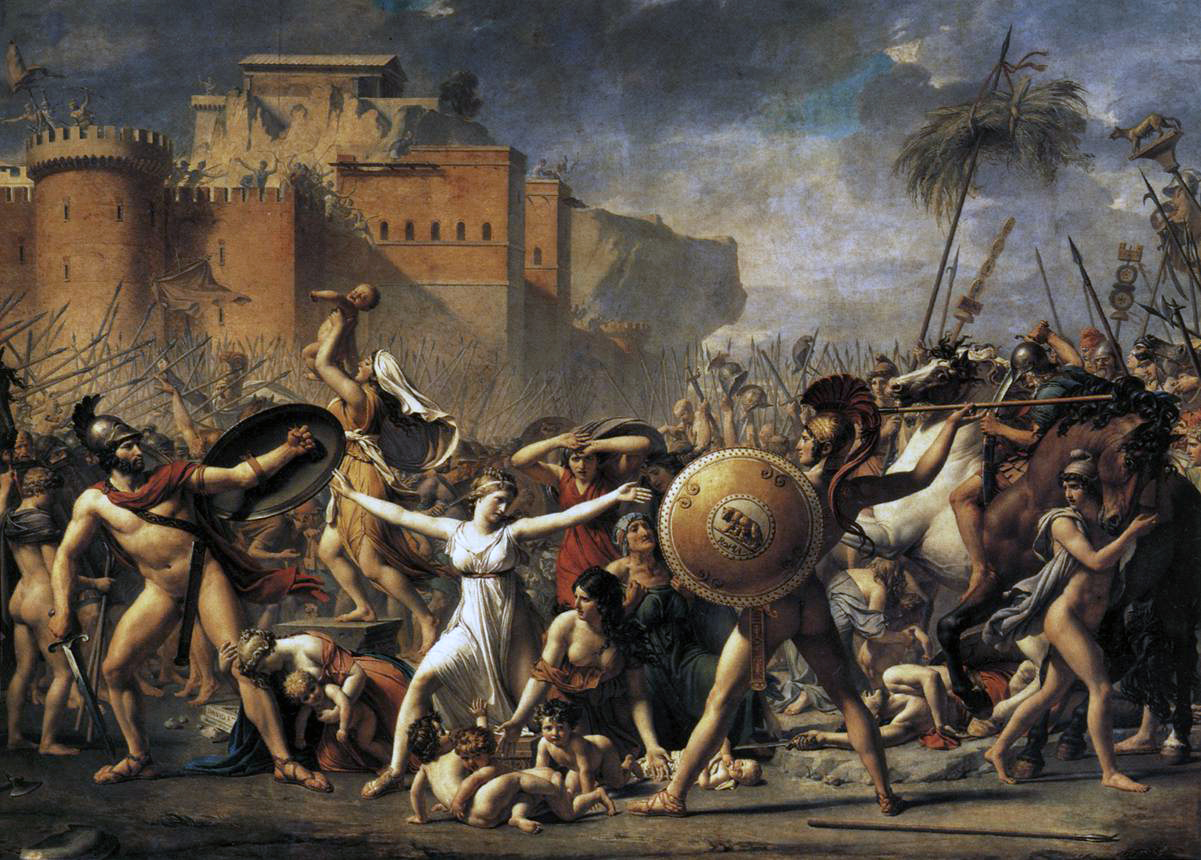
L'intercessione delle Sabine, olio su tela di Jacques-Louis David, 1795-1798, Parigi, Musée du Louvre

La gioventù romana non la prese di buon grado, tanto che la soluzione che andò prospettandosi fu quella di usare la forza. Romolo, infatti, decise di dissimulare il proprio risentimento e di allestire dei giochi solenni in onore di Nettuno equestre, che chiamò Consualia (secondo Floro erano dei ludi equestri) e che si celebravano ancora al tempo di Strabone. Quindi ordinò ai suoi di invitare allo spettacolo i popoli vicini: dai Ceninensi, agli Antemnati, Crustumini e Sabini, questi ultimi stanziati sul vicino colle Quirinale. L'obiettivo era quello di compiere un gigantesco rapimento delle loro donne proprio nel mezzo dello spettacolo. Arrivò moltissima gente, con figli e consorti, anche per il desiderio di vedere la città nuova.
(Livio, Ab Urbe condita libri, I, 9.)
Terminato lo spettacolo i genitori delle fanciulle scapparono, accusando i Romani di aver violato il patto di ospitalità. Romolo riuscì a placare gli animi delle fanciulle e, con l'andare del tempo, sembra che l'ira delle ragazze andò affievolendosi grazie alle attenzioni ed alla passione con cui i Romani le trattarono nei giorni successivi. Anche Romolo trovò moglie tra queste fanciulle, il cui nome era Ersilia. Da lei il fondatore della città, ebbe una figlia, di nome Prima ed un figlio, di nome Avilio.

Tutto ciò diede origine ad una serie di guerre successive. Dei popoli che avevano subito l'affronto furono i soli Ceninensi ad invadere i territori romani, ma furono battuti dalle schiere ordinate dei Romani. Il comandante nemico, un certo Acrone fu ucciso in duello dallo stesso Romolo, che ne spogliò il cadavere e offrì le sue spolia opima a Giove Feretrio, fondando sul Campidoglio il primo tempio romano. Eliminato il comandante nemico, Romolo si diresse contro la loro città che cadde al primo assalto, trasferendone, poi, la cittadinanza a Roma e conferendole pari diritti a quelli dei Romani. Gli stessi Fasti trionfali celebrano per l'anno 752-751 a.C.:
(Fasti trionfali, 2 anni dalla fondazione di Roma Fasti Triumphales : Roman Triumphs.)
Tale evento era, invece, avvenuto secondo Plutarco, basandosi su quanto raccontato a sua volta da Fabio Pittore, solo tre mesi dopo la fondazione di Roma (nel luglio del 753 a.C.).

Dopo la vittoria sui Ceninensi fu la volta degli Antemnati. La loro città fu presa d'assalto ed occupata, portando Romolo a celebrare una seconda ovatio. Ancora i Fasti trionfali ricordano, sempre per l'anno 752-751 a.C.:
(Fasti trionfali, 2 anni dalla fondazione di Roma Fasti Triumphales : Roman Triumphs.)
Rimaneva solo la città dei Crustumini, la cui resistenza durò ancora meno dei loro alleati. Portate a termine le operazioni militari, il nuovo re di Roma dispose che venissero inviati nei nuovi territori conquistati alcuni coloni, i quali andarono a popolare soprattutto la città di Crustumerium, che, rispetto alle altre, possedeva terreni più fertili. Contemporaneamente molte persone dei popoli sottomessi, in particolar modo i genitori ed i parenti delle donne rapite, vennero a stabilirsi a Roma.

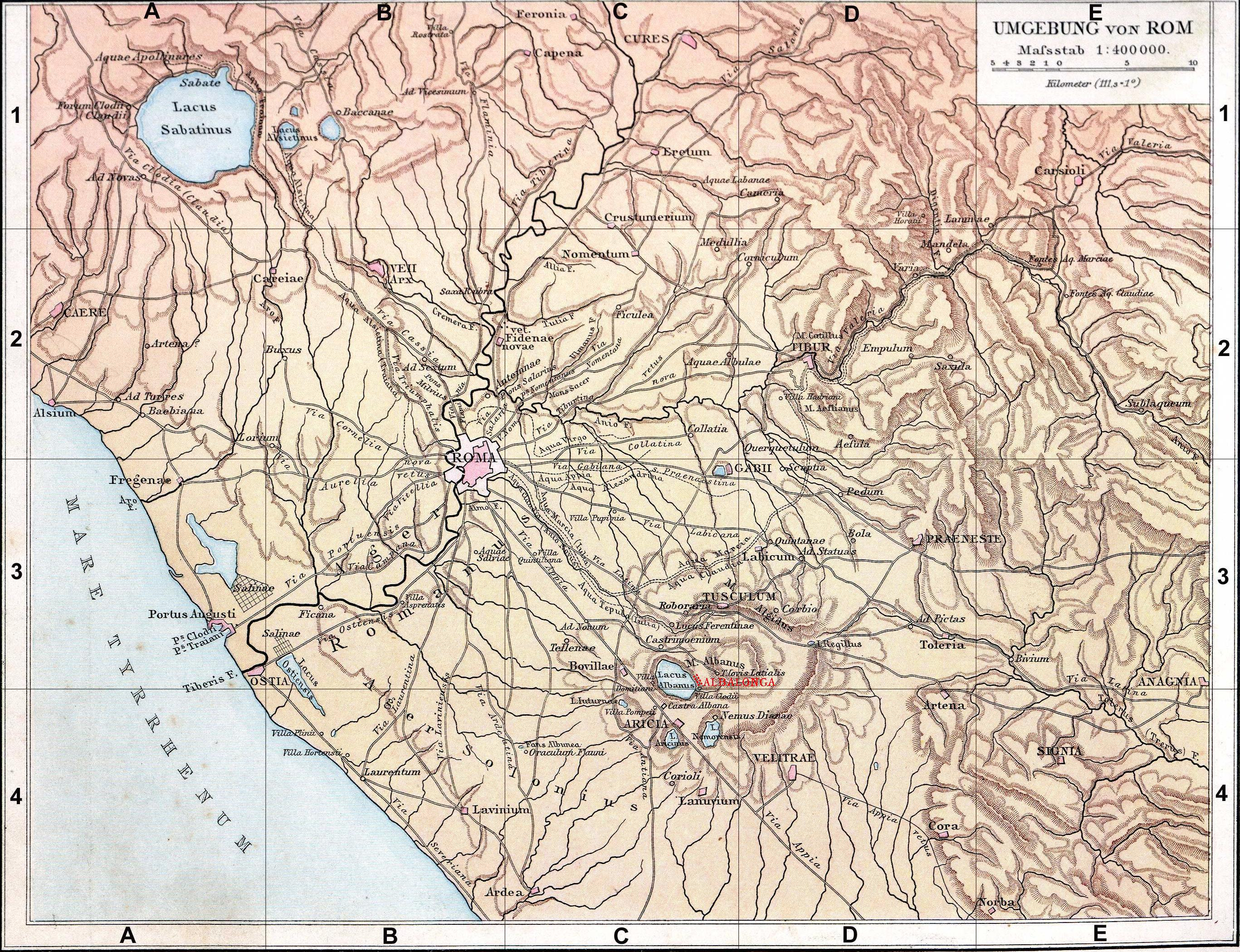
Il Latium vetus con le città elencate in questo capitolo di Caenina, Antemnae, Crustumerium, Medullia, Fidene e Veio

L'ultimo attacco portato a Roma fu quello dei Sabini, nel corso del quale si racconta della vergine vestale, Tarpeia, figlia del comandante della rocca Spurio Tarpeio, la quale fu corrotta con dell'oro (i bracciali che vedeva rilucere alle braccia dei Sabini) da Tito Tazio e fece entrare nella cittadella fortificata sul Campidoglio un drappello di armati con l'inganno. L'occupazione dei Sabini della rocca, portò i due eserciti a schierarsi ai piedi dei due colli (Palatino e Campidoglio), dove più tardi sarebbe sorto il Foro romano, mentre i capi di entrambi gli schieramenti incitavano i propri soldati alla lotta: Mezio Curzio per i Sabini e Ostio Ostilio per i Romani. Quest'ultimo cadde nel corso della battaglia che poco dopo si scatenò, costringendo le schiere romane a ripiegare presso la vecchia porta del Palatino. Romolo, invocando Giove e promettendo allo stesso in caso di vittoria un tempio a lui dedicato (nel Foro romano), si lanciò nel mezzo della battaglia riuscendo a contrattaccare e ad avere la meglio sulle schiere nemiche. Fu in questo momento che le donne sabine, che erano state rapite in precedenza dai Romani, si lanciarono sotto una pioggia di proiettili tra le opposte fazioni per dividere i contendenti e placarne la collera.
(Tito Livio, Ab Urbe condita libri, I, 13.)

#### Morte e divinizzazione di Romolo (Libro I)

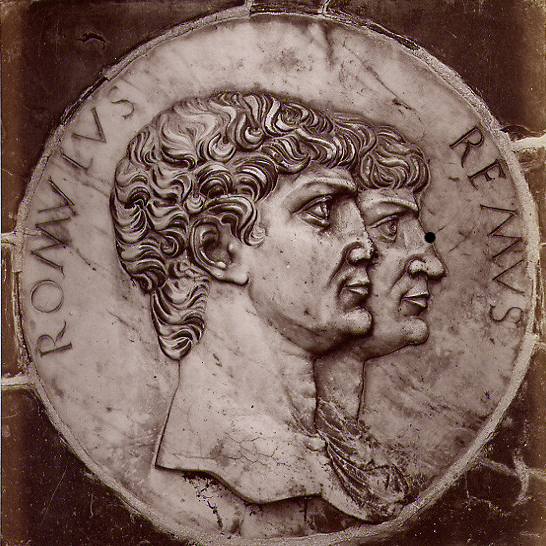
Moneta di Carlo Brogi (XIX secolo), ritraente Romolo e Remo

Dopo trentotto anni di regno, secondo la tradizione (all'età di cinquantaquattro), Romolo venne assunto in cielo durante una tempesta ed un'eclissi, avvolto da una nube, mentre passava in rassegna all'esercito e parlava alle truppe vicino alla Palus Caprae nel Campo Marzio. L'improvvisa scomparsa del loro fondatore fece sì che i Romani lo proclamassero dio (con il nome di Quirino, in onore del quale fu edificato un tempio sul colle, chiamato in seguito Quirinale), figlio di un dio (Marte), re e pater (padre) di Roma. Ancora ai tempi di Plutarco si celebravano molti riti nel giorno della sua scomparsa, avvenuta secondo tradizione il 5 o il 7 luglio del 716 a.C.
Sembra anche che, per dare maggiore credibilità all'accaduto, la tradizione racconta che riapparve al suo vecchio compagno albano Proculo Giulio, il più antico personaggio noto appartenente alla gens Iulia. 
(Tito Livio, Ab Urbe condita libri, I, 16.)

#### Orazi e Curiazi (libro I)
Secondo la versione riportata da Tito Livio (Hist. I, 24-25), durante il regno di Tullo Ostilio (VII secolo a.C.), Roma e Alba Longa entrarono in guerra, affrontandosi con gli eserciti schierati lungo le Fossae Cluiliae (sull'attuale via Appia Antica), al confine fra i loro territori.

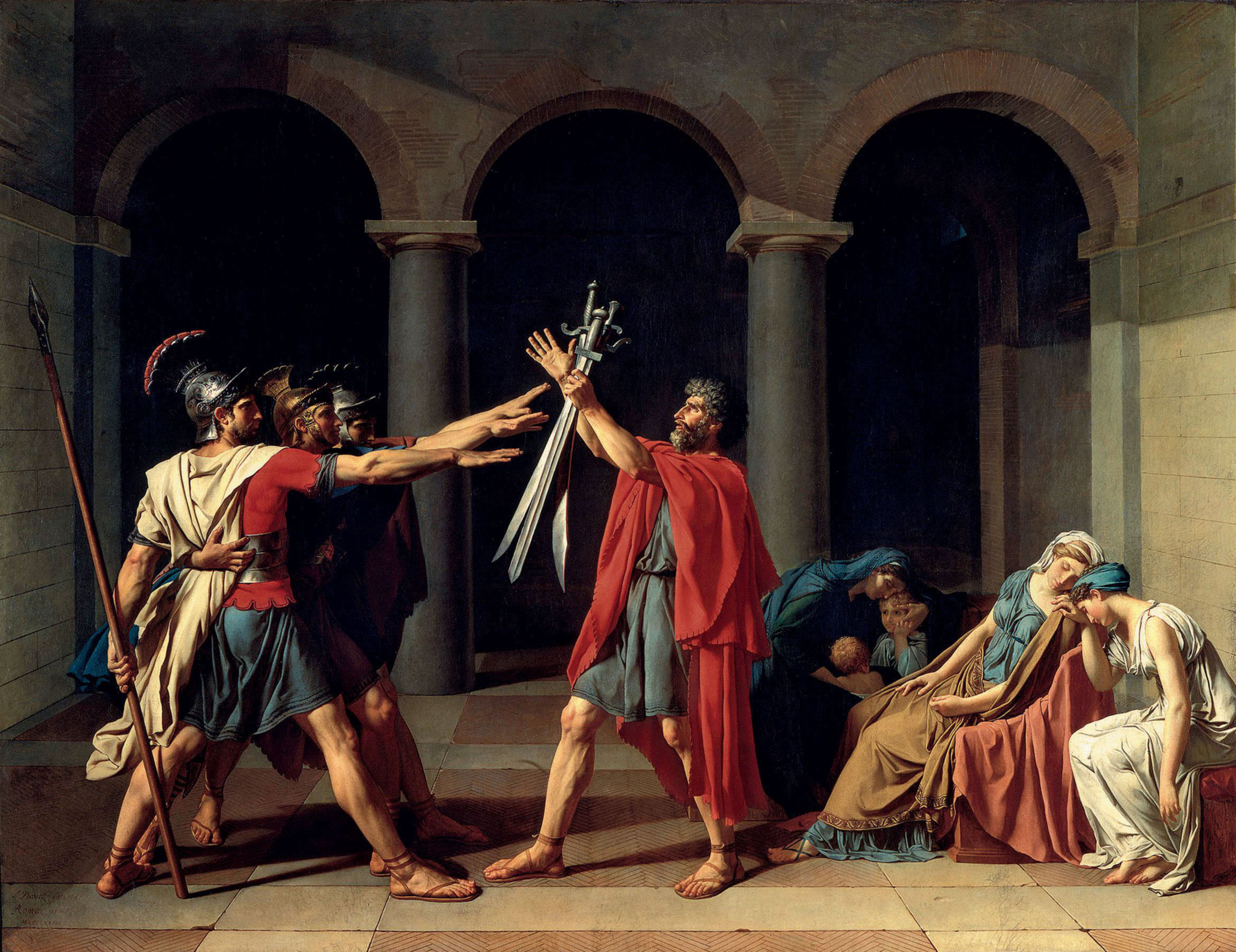
Il giuramento degli Orazi (1784), di Jacques-Louis David, Museo del Louvre

Ma Roma ed Alba Longa condividevano attraverso il mito di Romolo una sacra discendenza che rendeva empia questa guerra, perciò i rispettivi sovrani decisero di affidare a due gruppi di rappresentanti le sorti del conflitto fra le due città, evitando ulteriori spargimenti di sangue.
Furono scelti per Roma gli Orazi, tre figli di Publio Orazio, e per Alba Longa i trigemini Curiazi, che si sarebbero affrontati in duello alla spada.
Livio afferma che gli storici non erano concordi nello stabilire quale delle due triadi fosse quella romana; propende per gli Orazi perché la maggior parte degli studiosi sceglie quella versione.
Iniziato il combattimento, quasi subito due Orazi furono uccisi, mentre due dei Curiazi riportarono inizialmente solo lievi ferite; il terzo Orazio, che non avrebbe potuto affrontare da solo tre nemici, trovandosi in difficoltà pensò di ricorrere all'astuzia e finse di scappare verso Roma. Come aveva previsto, i tre Curiazi lo inseguirono, ma nel correre si distanziarono fra loro, perché inseguivano a velocità differenti.
Per primo fu raggiunto dal Curiazio che non era stato ferito e, voltandosi a sorpresa, lo trafisse. Riprese a correre e fu poi raggiunto da ciascuno degli altri due Curiazi, che però, essendo feriti, si stancarono notevolmente e gli fu facile, uno alla volta, ucciderli.
La vittoria dell'Orazio fu la vittoria di Roma, cui Alba Longa si sottomise.
Camilla Orazia, sorella dell'Orazio superstite, era promessa sposa di uno dei Curiazi uccisi, e rimproverò violentemente del delitto il fratello, tanto che questi la uccise per farla tacere. Per purificarsi, offrì poi un sacrificio a Giunone Sororia, divinità tutelare della sorella. Inoltre per il processo al delitto di perduellio (delitto contro le libertà del cittadino, reato che in realtà fu istituito dopo la fase regia di Roma,) di cui si era macchiato uccidendo Camilla Orazia, la cui vita - essendo ella estranea al duello pattuito - era sacra per legge, Tullo Ostilio istituì, secondo la leggenda rielaborata nel tempo, dei giudici appositi: i duumviri perduellionis (anch'essi da ricondurre, in realtà, alla successiva fase repubblicana,).
Le parentele fra Orazi e Curiazi erano ulteriormente intrecciate, secondo versioni successive della leggenda, essendo Sabina - nativa di Alba Longa ma romana d'adozione - sia sorella di uno dei Curiazi che moglie di Marco Orazio.

#### Calendario di Numa Pompilio (VI)
A lui viene ascritta anche una riforma del calendario, basato sui cicli lunari, che passò da 10 a 12 mesi di 355 giorni (secondo Livio inviece lo divise in 10 mesi, mentre in precedenza non esisteva alcun calcolo), con l'aggiunta di gennaio, dedicato a Giano, e febbraio che furono posti alla fine dell'anno, dopo dicembre (l'anno iniziava con il mese di marzo, da notare tuttora la persitenza di somiglianze dei nomi degli ultimi mesi dell'anno con i numeri: settembre, ottobre, novembre, dicembre).
Il calendario conteneva anche l'indicazione dei giorni fasti e nefasti, durante i quali non era lecito prendere alcuna decisione pubblica. Anche in questo caso, come per tutte le riforme più difficili, la tradizione racconta che il re seguì i consigli della ninfa Egeria, sottolineando così il carattere sacrale di queste decisioni.
(Tito Livio, Ab Urbe condita libri, I)
L'anno così suddiviso da Numa, non coincideva però con il ciclo lunare, per cui ad annate alterne veniva aggiunto come ultimo mese il mercedonio, composto da 27 giorni, togliendo a febbraio 4 o 5 giorni; era il collegio dei pontefici a decidere queste compensazioni, alle volte anche sulla base di convenienze politiche.

#### Tarquinio il Superbo e Lucrezia (libro I)

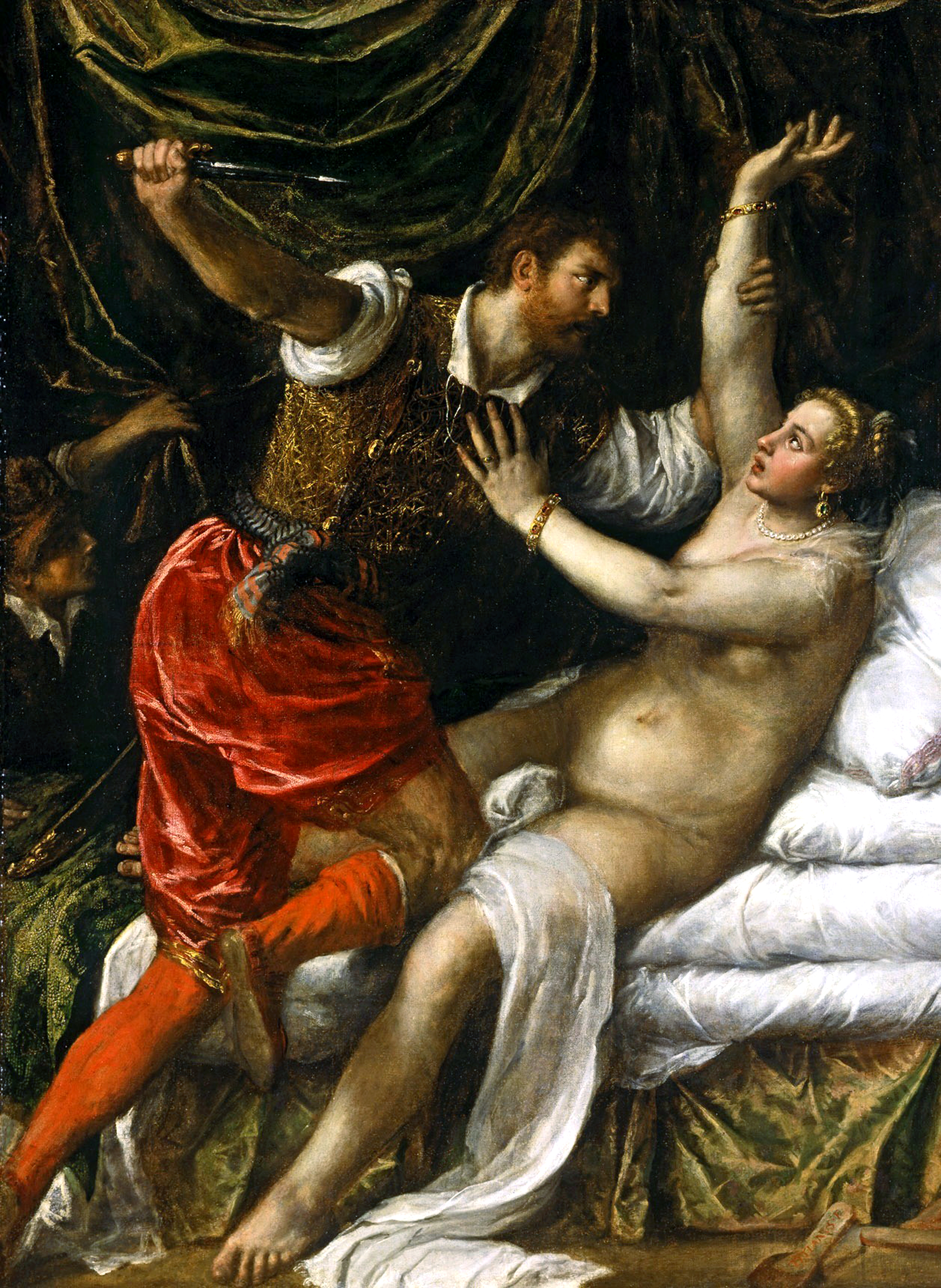
Sesto Tarquinio e Lucrezia, in un dipinto del Tiziano

Invaghitosi della nobildonna romana Lucrezia, moglie di Lucio Tarquinio Collatino, l'avrebbe violentata. L'episodio è all'origine della cacciata dei Tarquini da Roma e dell'instaurazione della repubblica romana. Tito Livio racconta che Sesto Tarquinio, invitato a cena da Collatino, conobbe la nobildonna e se ne invaghì per la bellezza e la provata castità. Fu così preso dal desiderio di averla a tutti i costi. Qualche giorno più tardi, Sesto Tarquinio, all'insaputa di Collatino, andò a Collatia da Lucrezia che lo accolse in modo ospitale, non sapendo quali fossero le sue reali intenzioni. Terminata la cena, andò a coricarsi nella stanza degli ospiti. Nel pieno della notte, colto da estrema passione, decise di recarsi nella stanza di Lucrezia con la spada. La immobilizzò dicendole:
(Tito Livio, Ab Urbe condita libri, I, 58.)
La povera donna, colta da terrore, capì che rischiava la morte, mentre Sesto le dichiarava il suo amore, alternando suppliche a minacce. Vedendo che Lucrezia era irremovibile, la minacciò che l'avrebbe uccisa e che l'avrebbe disonorata, sgozzando un servo e mettendoglielo nudo accanto. Lucrezia di fronte a una tale minaccia, cedette e acconsentì ad essere violata nell'onore. Sesto ripartì soddisfatto di quanto aveva compiuto.
In seguito a questi eventi la popolazione di Roma si ribellò e cacciò i Tarquini.
Tito Livio aggiunge che quando Tarquinio il Superbo, che ancora stava assediando Ardea, venne a sapere di questi avvenimenti, allarmato dal pericolo inatteso, partì per Roma per reprimere la rivolta. Bruto, allora, informato che il re si stava avvicinando, per evitare l'incontro, fece una breve diversione e raggiunse l'accampamento regio ad Ardea dove fu accolto con entusiasmo da tutti i soldati, i quali espulsero i figli del re, mentre a quest'ultimo venivano chiuse le porte in faccia e comunicata la notizia dell'esilio.
Due dei figli seguirono il padre in esilio a Cere (Cerveteri), Sesto Tarquinio invece, partito per Gabii, qui fu assassinato, da coloro che si vendicarono delle stragi e razzie da quello compiute.

### Seconda pentade (libri VI-X)

#### Sacco di Roma (390 a.C.)

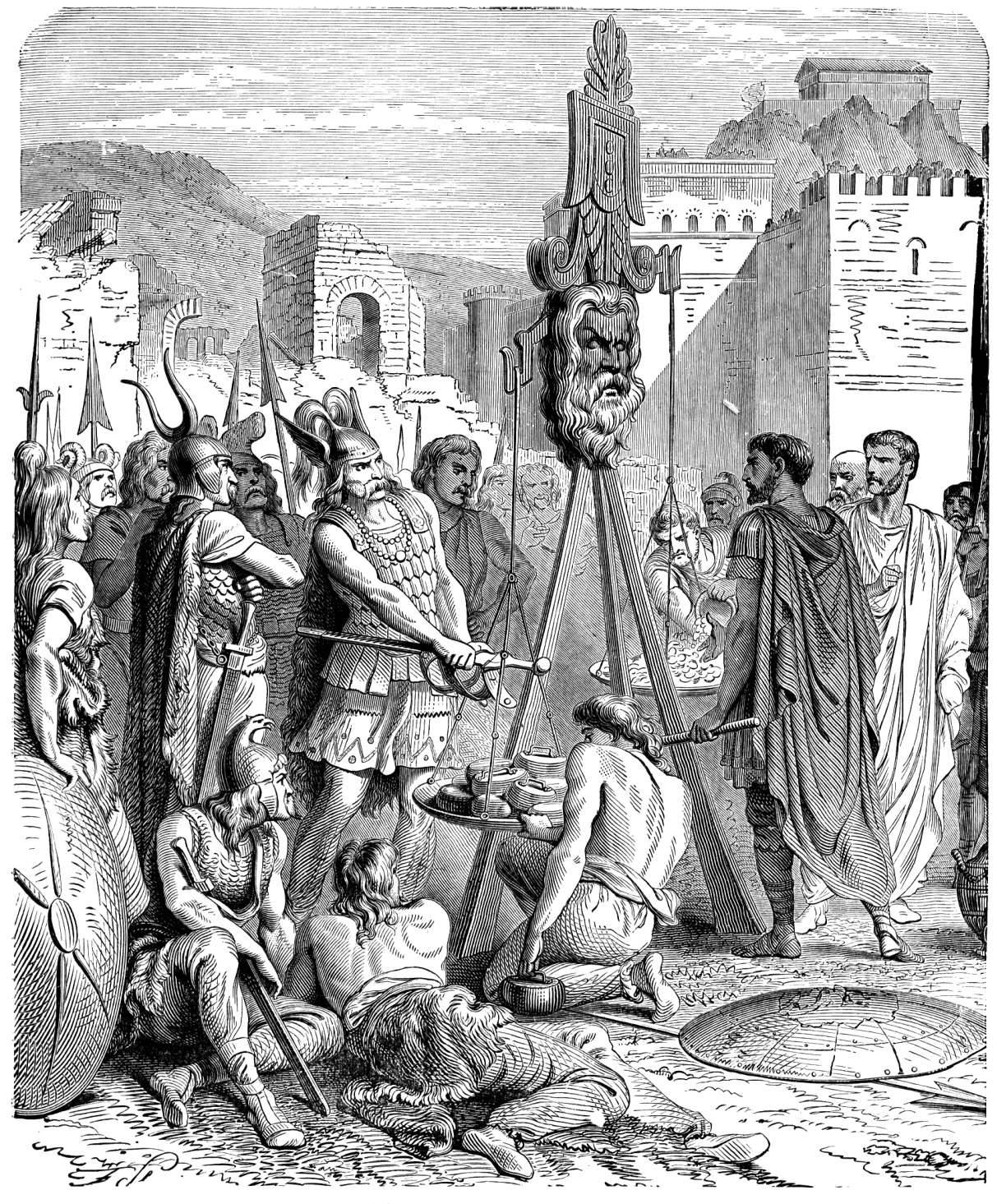
Brenno, capo dei Galli, e Marco Furio Camillo, dopo il sacco di Roma

Il tentativo romano di fermare i Galli a sole undici miglia da Roma, presso la confluenza del Tevere con il fiume Allia (oggi noto col nome di "Fosso della Bettina"), un corso d'acqua situato a 18 chilometri lungo la via Salaria, si risolse in una grave sconfitta delle truppe romane. Il giorno dell'amara sconfitta, il dies Alliensis (18 luglio), divenne sinonimo di sciagura e fu registrato nei calendari imperiali come dies nefastus (giorno infausto).
I superstiti, incalzati dai Galli, si ritirarono in ordine sparso entro le mura di Roma, dimenticando di chiuderne le porte, come riportato dallo storico Livio. I Galli misero a ferro e fuoco l'intera città, ivi incluso l'archivio di stato, cosicché tutti gli avvenimenti antecedenti la battaglia risultano in gran parte leggendari e di difficile ricostruzione storica. In questo contesto di caos e distruzione, nel racconto di Tito Livio, si inserisce la figura leggendaria di Lucio Albinio, che, semplice plebeo, aiutò le vergini Vestali a mettersi in salvo, fuggendo nella città di Cere.
L'irruzione dei Galli in Senato vide i senatori, seduti in modo composto sui propri scranni, tutti barbaramente massacrati. Narra Tito Livio (Ab Urbe Condita libro V, 41) l'episodio del senatore Marco Papirio: un gallo gli tirò la barba per vedere se fosse vivo e l'altero vegliardo lo colpì con lo scettro eburneo; il soldato gallo reagì, dando così il via al massacro. Solo il Campidoglio resistette e venne posto sotto assedio. Livio narra che i Galli decisero di dividere il proprio esercito, lasciandone una parte ad assediare i romani, e inviando l'altra a razziare le campagne dei dintorni di Roma. Intanto la notizia del sacco di Roma e delle razzie in corso nelle campagne circostanti giunse ad Ardea, dove gli arderatini decisero di affidare il comando dei propri soldati a Marco Furio Camillo, il quale riuscì a tendere un'imboscata al contingente gallico, uscito da Roma, e ad infliggergli - sempre secondo il racconto di Tito Livio - una sonora sconfitta. Allo stesso modo, anche i soldati romani che si erano ritirati a Veio riuscirono a battere in due scontri campali alcuni contingenti etruschi che, approfittando della situazione in cui versava Roma, ne stavano razziando le campagne più settentrionali.
Mentre l'assedio dei Galli continua, senza che le reciproche posizioni mutassero, a Veio si decise di inviare un messaggero a Roma, Ponzio Comino, affinché portasse al Senato la proposta di nominare Furio Camillo dittatore. Ponzio riuscì a rompere l'assedio ed il Senato poté nominare Camillo dittatore per la seconda volta. Subito dopo la leggenda narra che le oche sacre del tempio capitolino di Giunone avvisarono Marco Manlio, console del 392 a.C., del tentativo di ingresso da parte dei Galli assedianti, facendo così fallire il loro piano. Intanto, mentre il dittatore preparava le necessarie operazioni belliche, Roma, ormai allo stremo per la fame, trovò un accordo con i Galli, che erano stati colpiti da un'improvvisa epidemia.
Dopo diverse trattative, il tribuno Quinto Sulpicio Longo e il capo dei Galli, Brenno, giunsero ad un accordo, in base al quale i Galli sarebbero ripartiti senza arrecare ulteriori distruzioni in cambio di un riscatto pari a 1.000 libre d'oro puro. In questo contesto si sarebbero verificati i famosi episodi della bilancia truccata da parte dei Galli per ottenere più oro, con Brenno che fa pesare anche la sua spada in segno di spregio, urlando: "Vae victis!" ("Guai ai vinti!"). Nel racconto di Livio, Marco Furio Camillo si oppose alla concessione del riscatto, in quanto stabilito illegalmente in sua assenza, e si preparò a dare battaglia ai Galli.
I Galli, sorpresi dall'evolversi degli avvenimenti, furono sconfitti in due battaglie campali (la seconda lungo la via Gabinia), a seguito delle quali vennero completamente massacrati. Per questa vittoria il dittatore Furio Camillo ottenne il trionfo a Roma. Secondo invece un'autorevole interpretazione moderna di Emilio Gabba, i Galli si ritirarono per fronteggiare gli attacchi dei Veneti, a nord dei loro territori originari, portando via il bottino di guerra.

#### Prima guerra sannitica (343-341 a.C.)

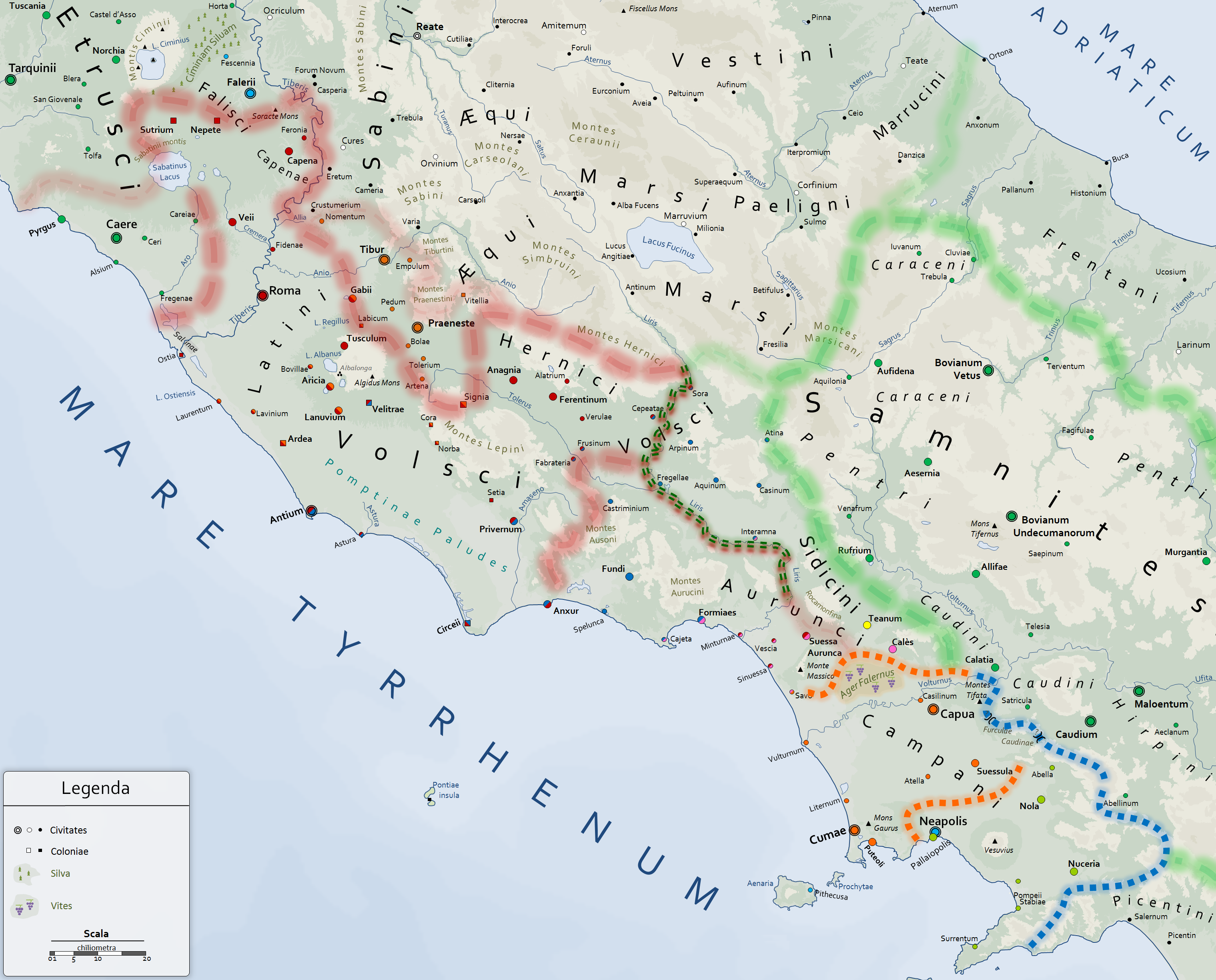
Il teatro di guerra della prima guerra sannitica

Il casus belli che fece scoppiare la prima guerra tra Sanniti e Romani, fu offerto dalla città di Capua che, posta sotto l'attacco dei Sanniti, chiese l'aiuto di Roma.
Il primo anno della campagna militare fu affidata ai due consoli in carica, Marco Valerio Corvo, inviato in Campania, ed Aulo Cornelio Cosso Arvina, inviato nel Sannio.
Mentre Marco Valerio riuscì ad ottenere due chiare, seppur sofferte, vittorie, nella battaglia del Monte Gauro,, primo scontro in campo aperto tra i due popoli, e nella battaglia di Suessula, Aulo Cornelio riuscì ad uscire da una difficile situazione militare, e a vincere il successivo scontro in campo aperto, grazie al pronto intervento del tribuno militare Publio Decio Mure.
L'anno successivo, il console Gaio Marcio Rutilo inviato a prendere il comando delle truppe acquartierate vicino Capua a sua difesa, si trovò nella necessità di affrontare comportamenti sediziosi dei soldati, che progettavano di prendere con la forza Capua, per impadronirsi delle sue ricchezze.
Durante quell'anno non ci furono scontri coi Sanniti, e la prima guerra sannitica, si concluse l'anno successivo, nel 341 a.C., quando il console Lucio Emilio Mamercino Privernate, a cui era stata affidata la campagna contro i Sanniti, ne devastò le campagne, finché gli ambasciatori Sanniti, inviati a Roma, non ottennero la pace.

#### Seconda guerra sannitica (326-304 a.C.)

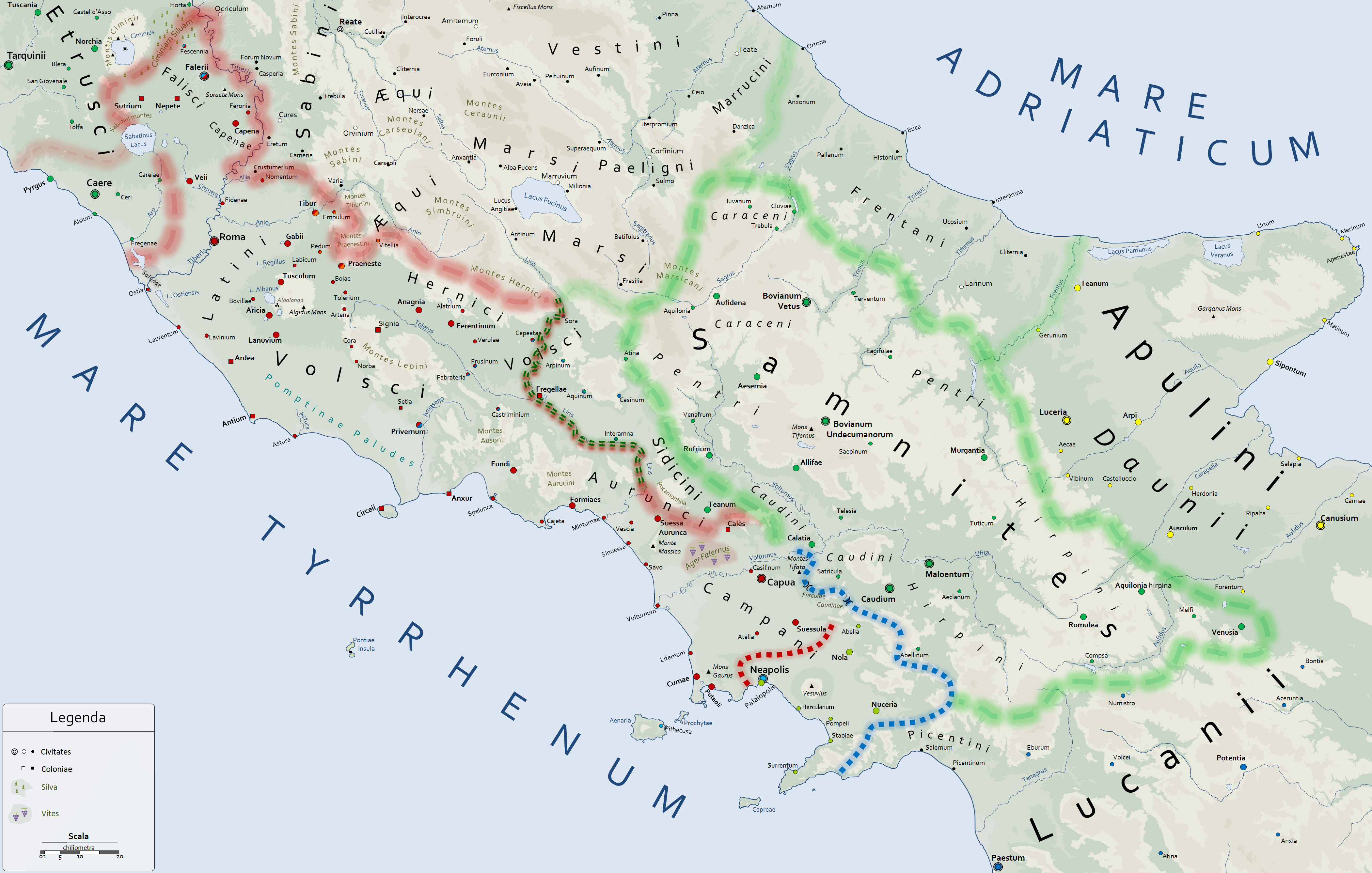
Il teatro di guerra della seconda guerra sannitica

Casus belli della seconda guerra sannitica fu una serie di reciproci atti ostili. Cominciarono i Romani fondando nel 328 a.C. una colonia a Fregellae presso l'odierna Ceprano, sulla riva orientale del fiume Liri, cioè in un territorio che i Sanniti consideravano propria esclusiva sfera di influenza.
In più i Sanniti vedevano con preoccupazione l'avanzata dei Romani in Campania, così quando Roma dichiarò guerra alla città greca di Napoli, in cui la fazione dei Paleopolitai aveva fatto entrare una guarnigione di Sanniti, questi inviarono 4.000 soldati a difesa della città. I Romani, dal canto loro, accusarono i Sanniti di aver spinto alla ribellione le città di Formia e Fondi.
Nel 326 a.C., mentre a Lucio Cornelio Lentulo venivano affidati i poteri proconsolari per proseguire le operazioni militari nel Sannio, Roma inviava i feziali a dichiarare guerra ai Sanniti, ottennero poi, senza averlo sollecitato, l'appoggio di Lucani ed Apuli, con i quali furono stipulati trattati di alleanza.
Lo scontro con i Sanniti iniziò favorevolmente per i Romani, che, tra il 326 a.C. e il 322 a.C. occuparono Allife, Callife e Rufrio, Napoli, anche grazie all'attività destabilizzante dei Tarantini, che si adoperarono affinché defezionassero in favore di Roma. Furono poi Cutina e Cingilia ad essere espugnate dai romani, che riportarono anche una serie di vittorie in campo aperto, tra le quali quella nei pressi di Imbrinium.
Però nel 321 a.C. l'esercito romano, condotto dai consoli Tiberio Veturio Calvino e Spurio Postumio Albino Caudino, subì l'umiliante sconfitta alle Forche Caudine (dal latino Furculae Caudinae). Nonostante i due consoli sconfitti avessero accettato le condizioni di resa, i Romani continuarono la guerra contro i Sanniti, facendo ricadere la responsabilità della resa unicamente sui due comandanti.
Dopo lo scontro a Caudia, la guerra si allargò nelle regioni vicine al Sannio, così nel 320 a.C., lo scontro arrivò in Apulia, davanti Lucera, dove i Romani, dopo aver sconfitto i Sanniti in uno scontro in campo aperto, conquistarono la città. Nel 319 a.C. i Romani ripresero il controllo su Satrico e sconfissero i Ferentani, e l'anno successivo conquistarono Canusio e Teano in Apulia, nel 317 a.C. Nerulo in Lucania e nel 315 a.C. Saticola. Sempre quell'anno i due eserciti si scontrarono nella durissima battaglia di Lautulae. Nel 314 a.C., con l'aiuto di traditori, i Romani presero Sora, Ausona, Minturno, Vescia e con le armi Luceria, che si era unita ai Sanniti.
La guerra sembrava volgere a favore dei Romani, anche perché nel 313 a.C. questi presero ai Sanniti la città di Nola, e due anni dopo, 311 a.C., sconfissero i Sanniti davanti alla città di Cluvie. Quando nel 310 a.C. ripresero le ostilità tra Romani ed Etruschi, i Sanniti ripresero l'iniziativa con più vigore, sconfiggendo l'esercito romano in una battaglia campale, nella quale rimase ferito lo stesso console Gaio Marcio Rutilo Censorino. Per questo motivo, a Roma fu eletto dittatore Lucio Papirio Cursore, che ottenne una chiara vittoria contro i Sanniti nei pressi di Longula, mentre anche sul fronte etrusco i Romani ottenevano una serie di successi, consolidando il fronte settentrionale, con la resa degli Etruschi nel 309 a.C..
Nel 308 a.C. Quinto Fabio Massimo Rulliano, vincitore degli Etruschi,  sconfisse ancora i Sanniti, cui si erano alleati i Marsi e i Peligni. Infine nel 305 a.C. i Romani conseguirono la decisiva vittoria nella battaglia di Boviano a seguito della quale,  nel 304 a.C., le tribù del Sannio, chiesero la pace a Roma, ponendo fine alla Seconda guerra sannita.

#### Terza guerra sannitica (298-290 a.C.)

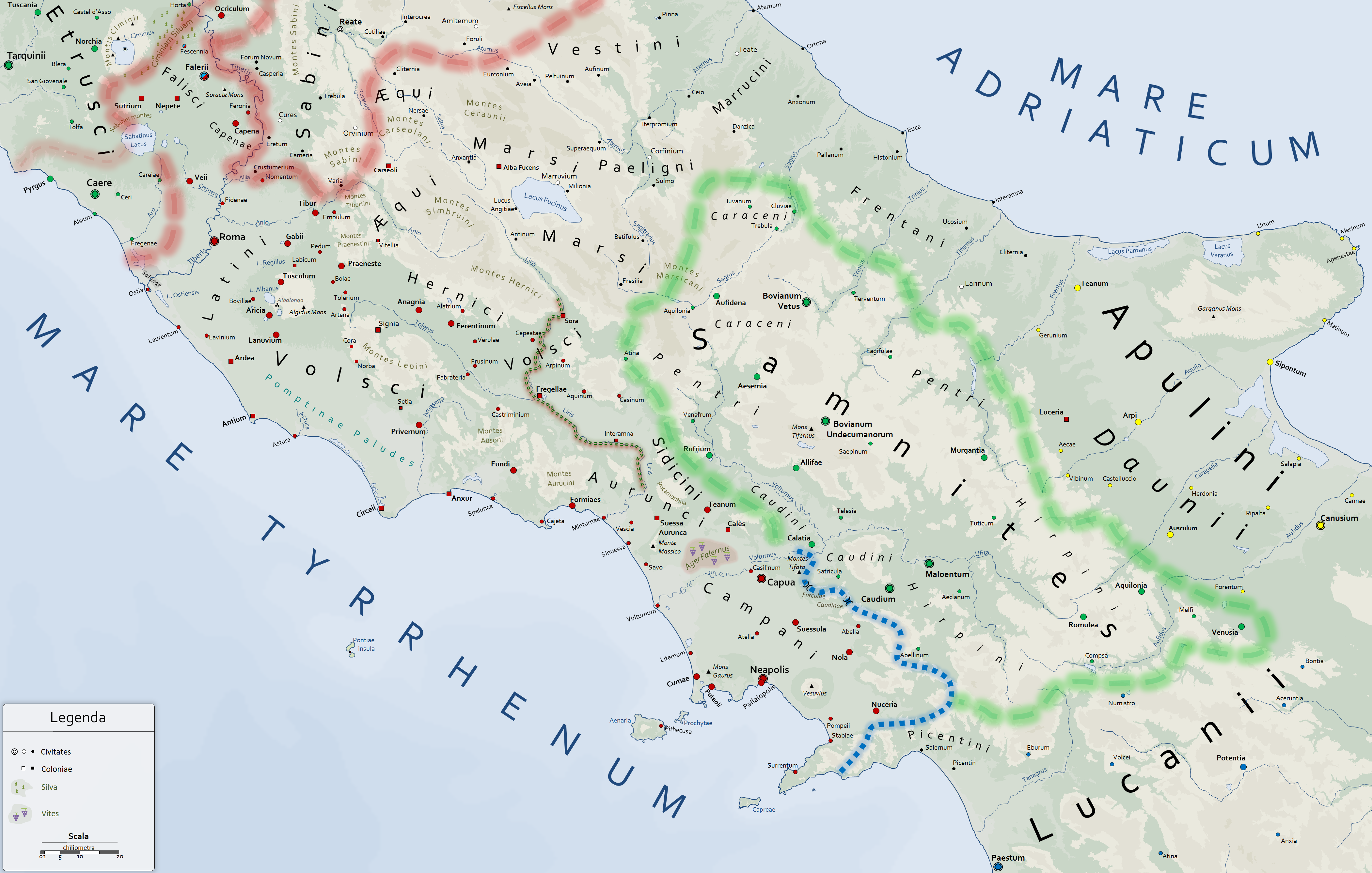
Il teatro di guerra della terza guerra sannitica

Nel 298 a.C. i Lucani, il cui territorio era fatto oggetto di saccheggi da parte dei Sanniti, inviarono ambasciatori a Roma, per chiederne la protezione. Roma accettò l'alleanza con i Lucani, e dichiarò guerra ai Sanniti.
Il console Gneo Fulvio Massimo Centumalo cui era toccata la campagna contro i Sanniti, guidò i Romani alla presa di Boviano e di Aufidena. Tornato a Roma, Gneo ottenne il trionfo. Nel 297 a.C., consoli Quinto Fabio Massimo Rulliano e Publio Decio Mure, gli eserciti romani sconfissero un esercito di Apuli, vicino a Maleventum, impedendo che questi si potessero unire agli alleati Sanniti, e uno Sannita nei pressi di Tifernum.
L'anno seguente, il 296 a.C.,le operazioni si spostarono in Etruria, dove i Sanniti si erano recati per ottenere l'alleanza degli Etruschi; ma i romani sconfissero l'esercito etrusco-sannita.  Nel 295 a.C. i Romani dovettero fronteggiare una coalizione nemica composta da 4 popoli: Sanniti, Etruschi, Galli ed Umbri, nella battaglia di Sentino. Seppure nello scontro fu ucciso il console plebeo Publio Decio Mure, alla fine le schiere romane riportarono una completa vittoria. Sempre quell'anno Lucio Volumnio Flamma Violente, con poteri proconsolari, sconfisse i Sanniti nei pressi di Triferno, e successivamente, raggiunto dalle forze guidate dal proconsole Appio Claudio, sconfisse le forze sannite, fuggite dalla battaglia di Sentino, nei pressi di Caiazia.
Nel 294 a.C., mentre l'esercito romano otteneva importanti vittorie sugli Etruschi, costringendoli a chiedere la pace, fu combattuta una sanguinosa ed incerta battaglia davanti alla città di Luceria, durata due giorni, alla fine dei quali i Romani risultarono vincitori. Ma la battaglia decisiva fu combattuta nel 293, quando i Romani sconfissero i Sanniti nella battaglia di Aquilonia.

### Terza Decade (libri XXI-XXX)

#### Seconda guerra punica (218-202 a.C.)

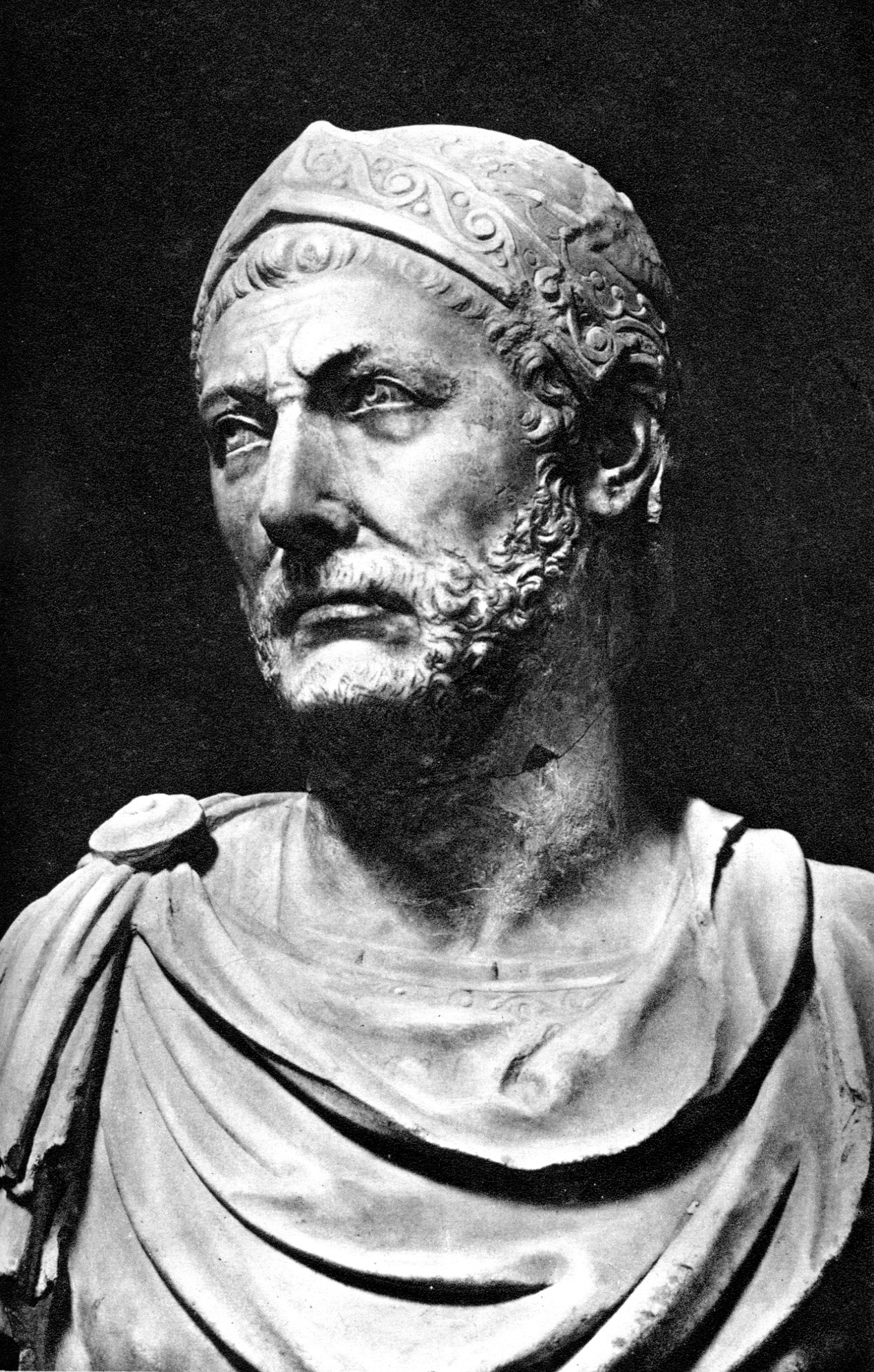
Un busto di marmo, ritenuto di Annibale, ritrovato a Capua

Fu combattuta tra Roma e Cartagine nel III secolo a.C., dal 218 a.C. al 202 a.C., prima in Europa (per sedici anni) e successivamente in Africa.
La guerra cominciò per iniziativa dei Cartaginesi, che intendevano recuperare la potenza militare e l'influenza politica perduta dopo la sconfitta subita nella prima guerra punica; è stata considerata anche dagli storici antichi il conflitto armato più importante dell'antichità per il numero delle popolazioni coinvolte, per i suoi costi economici e umani, soprattutto per le decisive conseguenze sul piano storico, politico e quindi sociale dell'intero mondo mediterraneo.
Contrariamente alla prima guerra punica, che fu combattuta e vinta essenzialmente sul mare, la seconda fu caratterizzata soprattutto da grandi battaglie terrestri con movimenti di masse enormi di fanterie, elefanti e cavalieri; le due parti misero in campo anche grandi flotte che tuttavia svolsero principalmente missioni di trasporto di truppe e rifornimenti.
Il condottiero cartaginese Annibale Barca fu indubbiamente la personalità più importante della guerra; egli riuscì ad invadere l'Italia e a infliggere una serie di grandi sconfitte alle legioni romane, rimanendo in campo nella penisola per oltre quindici anni senza essere sconfitto.

#### Ritratto di Annibale Barca (libro XXI)
Annibale è descritto da Livio come un uomo spietato e di lucida freddezza, ma anche un condottiero alquanto mirabile per inventiva e tenacia nei combattimenti.

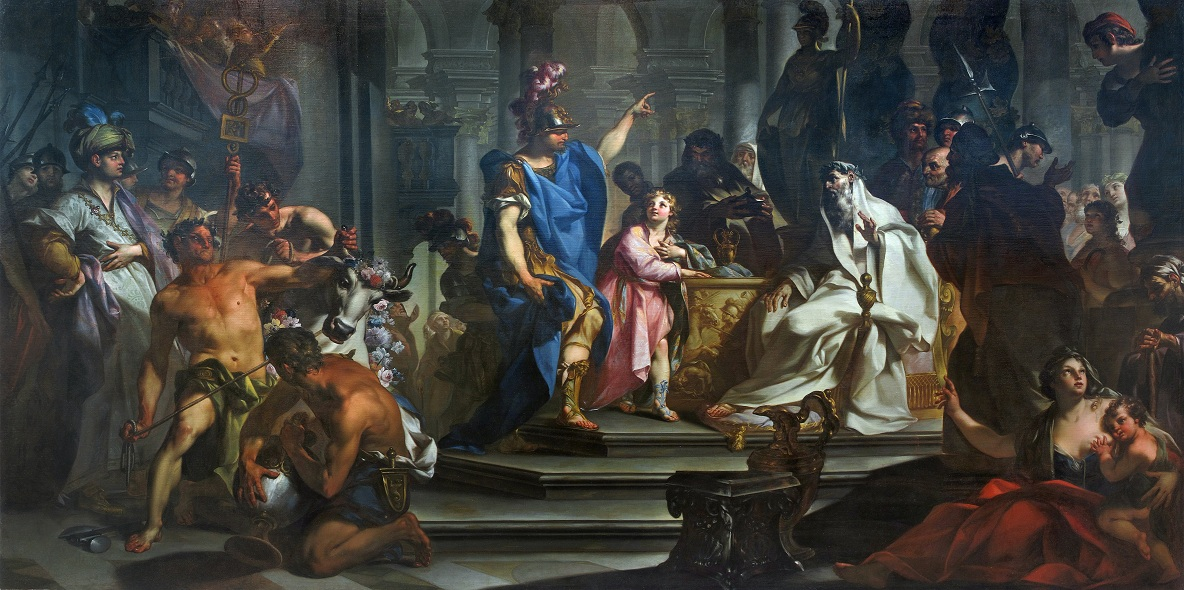
Claudio Francesco Beaumont, Annibale giura odio ai Romani (olio su tela, 330 × 630 cm del XVIII secolo)

Il padre Amilcare, dopo la sconfitta di Cartagine nella Prima guerra punica e dopo aver domato la rivolta dei mercenari e dei sudditi libici, era determinato, in contrasto con i propositi conservatori del partito aristocratico di Cartagine, a sviluppare un importante programma di espansione e rafforzamento della città in funzione anti-romana. Secondo la tradizione storiografica antica egli avrebbe contato in prospettiva per la lotta contro Roma, sul supporto dei suoi tre figli maschi, "i tre leoncini" allevati "per la rovina di Roma". 
Amilcare riuscì a convincere il "Senato" cartaginese a dargli un esercito per conquistare l'Iberia che alcune fonti indicano come un dominio cartaginese perduto. Cartagine fornì solo una forza relativamente ristretta e Amilcare accompagnato dal figlio Annibale, che allora aveva nove anni, intraprese nel 237 la marcia lungo le costa del Nord Africa fino alle Colonne d'Ercole. Gli altri due figli, Asdrubale e Magone, restarono a Cartagine. In questo momento si colloca il celebre episodio del giuramento di Annibale bambino. Secondo la tradizione storiografica iniziata da Polibio e perpetuata da altri storici antichi, prima della partenza per la Spagna, Amilcare avrebbe fatto giurare solennemente al figlio che egli non sarebbe mai stato amico di Roma; l'evento, messo in dubbio dagli storici moderni, è divenuto esemplare per rappresentare simbolicamente il sentimento di odio eterno di Annibale verso Roma che rimase effettivamente l'elemento dominante della vita del condottiero cartaginese.
La campagna di Amilcare in Spagna ebbe successo: pur con poche truppe e pochi finanziamenti, egli sottomise le città iberiche scegliendo come base operativa la vecchia colonia punica di Gades, l'odierna Cadice. Egli riaprì le miniere per autofinanziarsi, riorganizzò l'esercito e iniziò la conquista. Fornendo alla madrepatria convogli di navi cariche di metalli preziosi che aiutarono Cartagine nel pagamento dell'ingente debito di guerra con Roma, Amilcare ottenne grande popolarità in patria. Sfortunatamente rimase ucciso durante l'attraversamento di un fiume. Venne scelto come suo successore il marito di sua figlia, Asdrubale. Per otto anni Asdrubale comandò le forze cartaginesi consolidando la presenza punica, edificando una nuova città (Carthago Nova – oggi Cartagena). Asdrubale, impegnato nel consolidamento delle conquiste cartaginesi in Iberia, approfittò delle relativa debolezza di Roma che doveva fronteggiare i Galli in Italia e in Provenza per strappare il riconoscimento della sovranità cartaginese a sud del fiume Ebro.

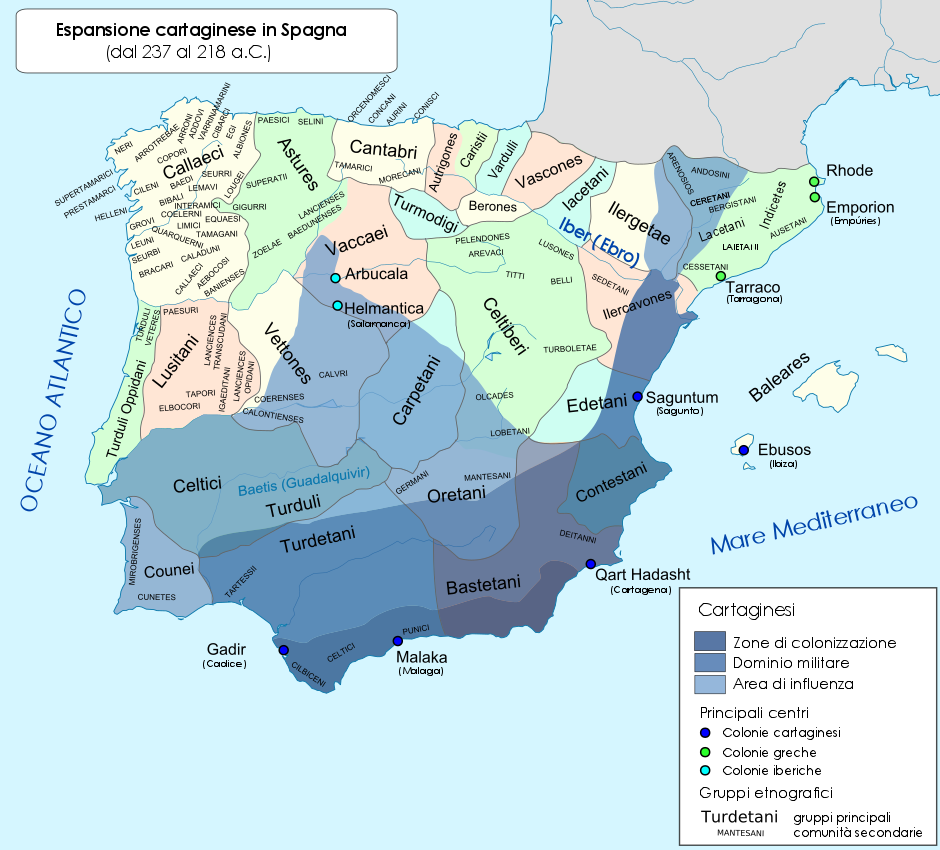
La Spagna cartaginese prima della seconda guerra punica (237-218 a.C.)

Asdrubale morì nel 221 a.C. pugnalato in circostanze mai veramente chiarite. I soldati, a questo punto, acclamarono loro comandante all'unanimità, il giovane Annibale. Aveva ventisei anni e ne aveva passati diciassette lontano da Cartagine. Il governo cartaginese confermò questa scelta.
(Tito Livio, Ab Urbe condita libri, XXI, 4, 2.)
Annibale cominciò ad attaccare la popolazione degli Olcadi, che si trovavano a sud dell'Ebro, sottomettendo poco dopo la loro capitale Cartala (l'odierna Orgaz) e costringendoli a pagare un tributo (221 a.C.). L'anno successivo (220 a.C.), dopo aver trascorso l'inverno a Nova Carthago carico di bottino, fu la volta dei Vaccei, che sottomise anch'essi riuscendo ad occupare le loro città di Hermantica e poi Arbocala (identificabile forse con la moderna Zamora), dopo un lungo assedio. Gli abitanti di Hermantica, in seguito, dopo essersi ricongiunti con il popolo degli Olcadi, riuscirono a convincere i Carpetani a tendere al generale cartaginese una trappola sulla via del ritorno, nei pressi del fiume Tago. Annibale riuscì però a battere i loro eserciti congiunti, composti da ben 100.000 armati (principalmente Carpetani). Egli infatti riuscì in un primo momento a evitare l'imboscata che gli avevano teso presso il fiume Tago, e quando le forze nemiche, a loro volta, cercarono di attraversarlo cariche di armi e bagagli per disporsi a muovere battaglia contro i cartaginesi, furono irrimediabilmente sconfitte e sottomesse. Annibale, dopo due anni trascorsi a completare la conquista dell'Iberia a sud dell'Ebro, si sentì pronto alla guerra contro Roma.

#### Ritratto di Scipione l'Africano (libri XXV-XXVI)
(Livio, XXVI, 19.4-6.)

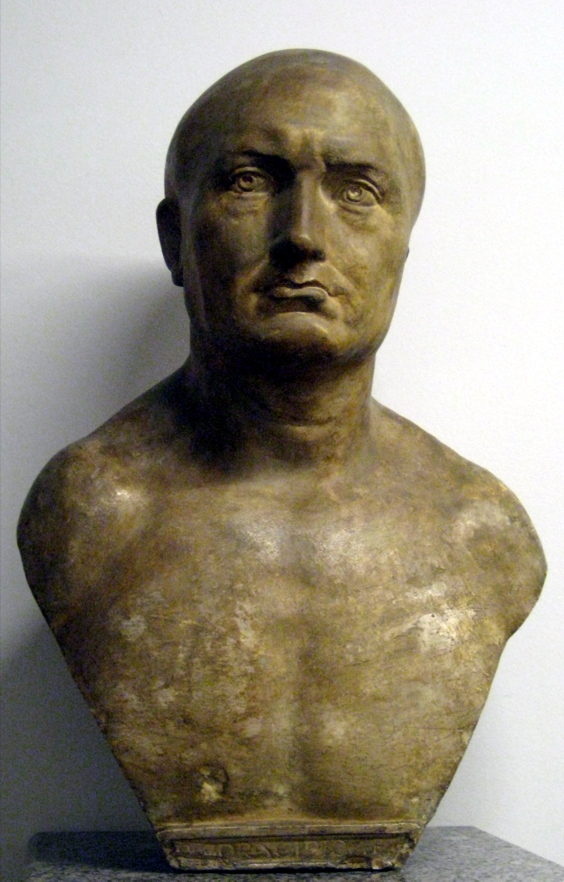
Ritratto di Scipione

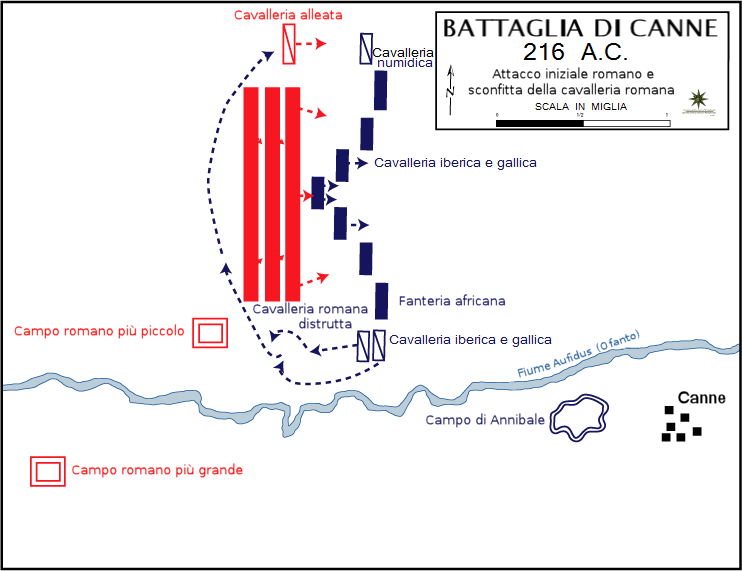
Disposizione iniziale degli eserciti nella battaglia di Canne

Nel 216 a.C. fu tra i superstiti della disastrosa battaglia di Canne. Gli storici antichi non dicono se Scipione partecipò direttamente alla battaglia. Da Livio sappiamo che ricopriva la carica di tribuno militare. Nello scontro morì anche il futuro suocero di Publio, il console Emilio Paolo, che secondo la tradizione polibiana, sarebbe stato contrario ad affrontare la battaglia. Caddero sul campo anche i due consolari Servilio e Minucio che combattevano al centro dello schieramento,, novanta ufficiali appartenenti alle grandi famiglie di Roma e delle città alleate tra consolari, pretori e senatori,; i morti romani totali furono 70.000 e 10.000 prigionieri; altre fonti parlano di 43.000/45.000 caduti e 19.000 prigionieri. Il console superstite, Varrone, ritenuto da Polibio il responsabile della sconfitta, con 10.000 sbandati si rifugiò a Venusia. Si salvò anche il giovane Publio Cornelio.
Come tale, dopo la disfatta di Canne si adoperò per porre in salvo i pochi e sbandati superstiti delle legioni romane, guidandoli verso Canosa, dove ci fu una prima riorganizzazione dell'esercito romano. Si trattava di un'impresa molto pericolosa, distando la città solo quattro miglia dal campo di Annibale. In questo frangente frenò il desiderio di fuga di numerosi patrizi che volevano fuggire in esilio minacciandoli di fermarli anche col gladio. Per contro si fa raccontare dai superstiti le fasi della battaglia, evidentemente studiando l'insolita tattica dell'avversario. Livio racconta che di fronte alla prospettiva di sbandamento e di ammutinamento seguita alla sconfitta di Canne, Scipione fu l'unico dei capi militari a mostrare fermezza di carattere: alle insistenze degli altri comandanti, indecisi sul da farsi, di riunire un consiglio per deliberare sulla situazione, egli oppone un netto rifiuto dicendo che ci si trovava in un frangente in cui non bisognava discutere bensì osare e agire.
Riguardo all'elezione ad edile, nel 213 a.C., quanto narra Tito Livio, i tribuni della plebe si opposero alla sua nomina, accampando la non raggiunta età legale, ma Publio rispose:
(Livio, XXV, 2.7.)
Le tribù allora accorsero con tale fervore per dargli il voto, che i tribuni rinunciarono alla loro iniziativa.
Fu così che rivestì la carica di edile curule, prima dell'età legale richiesta, in genere il gradino  (dopo la carica di questore) nel cursus honorum, che aveva come aspirazione massima quella di ricoprire il consolato.
I Ludi Romani, organizzati insieme all'altro edile, Marco Cornelio Cetego, furono celebrati con grande dispendio, tenendo conto delle scarse possibilità del momento, e vennero rinnovati per un solo giorno. Ad ogni vicus di Roma vennero concessi cento congi di olio (pari a 327 litri).

### Quarta Decade (libri XXXI-XL)

#### Prima guerra macedonica (215-205 a.C.)
Nel 215 a.C. Filippo V, re di Macedonia, intenzionato a procurarsi uno sbocco sul mar Adriatico e imbaldanzito dalla sconfitta subita da Roma a Canne, stipulò un'alleanza con il generale cartaginese Annibale. Durante la seconda guerra punica, Roma si trovava in grave difficoltà, dato che Annibale era penetrato in profondità nel territorio romano. Il patto stretto tra Filippo ed Annibale si proponeva l'espulsione dei romani dal loro protettorato sulle coste orientali dell'Adriatico. Non è però escluso che Filippo avesse mire espansionistiche in Italia, idea che spaventò i romani, che temettero che il re macedone potesse portare truppe nella penisola in aiuto di Annibale.
Nel 214 a.C. il console Marco Valerio Levino guidò un piccolo contingente militare romano sulla costa illirica e poi strinse un'alleanza con la lega etolica, ostile a Filippo, e con Attalo I re di Pergamo (nell'Asia Minore nord-occidentale), che voleva espandere il proprio regno nel mar Egeo a scapito della Macedonia. La coalizione riuscì così a contenere le mire espansionistiche del re macedone, ma il pericolo rappresentato da Asdrubale costrinse i romani a ritirare parte delle truppe. La guerra si esaurì da sola e si giunse alla pace di Fenice del 205 a.C., ove Filippo ottenne uno sbocco sull'Adriatico.

#### Alleanza tra Filippo e Annibale nella Prima guerra di Macedonia (libro XXXIII)
(Livio, Storia di Roma, Mondadori, Milano, 1999, XXIII, 33.10-12; trad. it di G. Vitali)

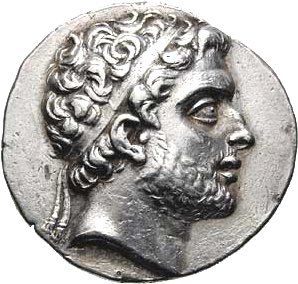
Filippo V di Macedonia

Secondo Livio, quindi, le condizioni del trattato erano molto meno precise per quanto riguardava le garanzie per i popoli interessati; entrambi i contraenti avrebbero combattuto senza un vero raccordo tattico e strategico. L'aiuto di Annibale a Filippo sarebbe giunto solo dopo l'eliminazione di Roma. Filippo avrebbe dovuto aiutare Annibale ma, fino alla conquista di Roma, Annibale non avrebbe avuto alcun obbligo verso il re macedone.
Una volta concluso il trattato, la delegazione intraprese il viaggio di ritorno in Macedonia per far sottoscrivere l'accordo a Filippo. Con Senofane partirono anche i cartaginesi Magone, Gisgone e Bostare. Raggiunta la nave ancora in attesa al tempio di Giunone Lacinia, presero il largo. La nave venne però intercettata e catturata da alcune navi da guerra romane, poste sotto il comando di Valerio Flacco. Senofane ritentò con la menzogna della delegazione amica ma i Romani, notati i passeggeri dall'aspetto e dall'abbigliamento punico, approfondirono l'indagine, scoprirono la verità e anche le copie dei trattati. La delegazione venne inviata a Roma con cinque navi veloci sotto il comando di Lucio Valerio Anziate e i prigionieri tenuti lontani l'uno dall'altro per evitare scambi di intese.
Mentre le navi risalivano la costa tirrenica verso Roma, giunte a ridosso della costa campana vennero a loro volta intercettate da altre navi romane. Chiarita la situazione, i prigionieri furono portati a Cuma, dove il console Tiberio Sempronio Gracco era riuscito a resistere all'assedio di Annibale. Dopo un nuovo interrogatorio i prigionieri vennero trasferiti a Roma al cospetto dei senatori.
Il Senato fece mettere in carcere i prigionieri più importanti e vendere come schiavi i loro compagni. Vennero armate venticinque navi da aggiungere alle venticinque guidate da Publio Valerio Flacco e alle cinque che avevano portato i prigionieri. La flotta di cinquantacinque navi venne affidata al prefetto Valerio Flacco e inviata da Ostia a Taranto (dove imbarcarono i soldati di Varrone, posti sotto il comando di Lucio Apustio Fullone). Obbiettivo della missione era proteggere il litorale della Puglia e condurre continue ricognizioni lungo le coste orientali dell'Adriatico per controllare le mosse di Filippo.
Livio riferisce che le spese per la flotta e la guerra macedonica fu impiegato il denaro che era stato inviato ad Appio Claudio perché lo consegnasse a Gerone tiranno di Siracusa.
Una delle cinque navi prigioniere, però riuscì a sfuggire ai romani e a tornare in Macedonia ma senza poter fornire a Filippo esatte notizie sui termini dell'accordo presi dalla prima delegazione. Il re macedone dovette inviarne una seconda che, questa volta, riuscì a portare a termine la missione con successo. Livio ci riporta i nomi degli ambasciatori: Eraclito soprannominato Scotino, Critone Beoto e Magne Sosisteo. Il trattato fu quindi ratificato ma, essendo nel frattempo passata l'estate Filippo e Annibale non riuscirono a iniziare le operazioni. E Roma era stata messa sull'avviso.

#### Seconda guerra macedonica (200-196 a.C.)

Moneta raffigurante Filippo V di Macedonia (221 a.C.-179 a.C.), recante l'iscrizione greca che recita: [moneta] di re Filippo. Risale al 208-207 a.C.

Nel 203 a.C. Filippo strinse un'alleanza con il re di Siria Antioco III e i due si impossessarono di molti possedimenti egiziani nell'Egeo. Ma nel fare ciò, Filippo assunse atteggiamenti aggressivi anche verso flotte e città greche, suscitando l'ira di Rodi, che sentì minacciate le proprie rotte commerciali.
Rodi si alleò con Attalo I, riuscendo a respingere gli attacchi macedoni, ma con gravissime perdite. Fu così che Attalo e i Rodiesi si rivolsero a Roma, che, sebbene si stesse riprendendo dallo sforzo bellico sostenuto contro Cartagine, decise di intervenire perché spaventata dall'alleanza siriano-macedone (201 a.C.).
Nel 200 a.C. Roma inviò un ultimatum a Filippo, che lo respinse. Il Senato non osò però ordinare una coscrizione, visto che il popolo, ancora stremato dalla seconda guerra punica, si era mostrato riluttante ad accettare l'intervento militare contro Filippo.
I romani si rivolsero allora agli stati greci, che però non si fidarono molto visto l'atteggiamento tenuto dai romani nel precedente conflitto contro la Macedonia. Solo Atene rispose, ma l'apporto militare che questa città poteva dare a Roma era praticamente nullo. Roma poté poi contare sui rodiesi e Attalo, dal 199 a.C. sugli etoli e dal 198 a.C. anche sulla Lega achea. Un aiuto comunque di scarsa entità. Anche Filippo non navigava in acque migliori: ebbe l'aiuto solo della Tessaglia, nulla invece da Antioco di Siria, che non era obbligato ad aiutarlo. Le prime inconcludenti operazioni militari furono condotte dal console Publio Sulpicio Galba Massimo. Poi passarono a Tito Quinzio Flaminino.
Dopo aver rifiutato delle offerte di pace per lui svantaggiose, Filippo decise di giocarsi il tutto per tutto e si scontrò coi romani nel 197 a.C. nella battaglia di Cinocefale (località della Tessaglia), dove fu sconfitto dopo una battaglia molto dura. A Filippo fu lasciata la Macedonia, ma dovette pagare un'indennità di guerra, comunque modesta, ma soprattutto dovette consegnare tutta la flotta e ritirare guarnigioni e agenti diplomatici dalla Grecia, che fu risistemata nel suo assetto.
Nel 196 a.C. Flaminino proclamò la libertà della Grecia. Nel 194 a.C. lasciò la Grecia insieme alle legioni.

#### Terza guerra macedonica (171-168 a.C.)

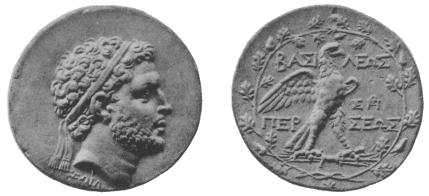
Moneta col ritratto di Perseo

Insospettiti dalla politica di potenziamento militare e di interferenza in Grecia di Perseo, figlio di Filippo e nuovo re di Macedonia, i romani gli dichiararono guerra nel 171 a.C. avvisati da Eumene II di Pergamo, prendendo come pretesto degli attacchi sferrati dal sovrano contro tribù balcaniche amiche o alleate di Roma. Scoppiò così la terza guerra macedone.
Tuttavia la Repubblica romana tergiversò e si mostrò poco risoluta. In quello stesso anno Perseo sconfisse presso Larissa, in Tessaglia, l'avanguardia romana (Battaglia di Callinicus). Tra alti e bassi, scaramucce e vittorie non decisive, si giunse al 168 a.C.: i romani sferrarono l'attacco sotto la guida del console Lucio Emilio Paolo, che affrontò e sconfisse la falange macedone di Perseo nella battaglia di Pidna. Dopo la sconfitta, il sovrano, tentata invano la fuga, si consegnò al nemico, mentre la Macedonia fu divisa in quattro repubbliche, ognuna delle quali amministrate da un'assemblea composta dai rappresentanti di città e villaggi. I rapporti possibili tra queste quattro repubbliche furono inoltre fortemente limitati.

#### Guerra contro Perseo di Macedonia (libro XLV)
I sospetti da parte romana contro il tentativo da parte di Perseo di ricostituire l'antico prestigio macedone, divennero più forti a partire dal 175 a.C., quando, come ci narra Tito Livio (XLI, 19) una delegazione proveniente dal regno dei Dardani accusò Perseo di essere il fomentatore
dei recenti attacchi da parte della popolazione sarmata dei Bastarni. Una delegazione romana, guidata dal console Lucio Postumio Albino, fu inviata per investigare e, sebbene Perseo avesse nel frattempo inviato degli emissari per perorare la sua innocenza di fronte al Senato romano, tuttavia venne da quest'ultimo ritenuto implicitamente colpevole.
Questi movimenti preoccuparono il re di Pergamo Eumene II che chiese l'intervento dei Romani. Secondo il racconto di Tito Livio, fu il nobile brindisino Lucio Ramnio che mise in guardia il Senato delle manovre di Perseo, il quale incautamente gli aveva confidato le sue trame. Nel 171 a.C. scoppiò così la terza guerra macedonica (171 a.C. - 168 a.C.), decisa dalla battaglia campale di Pidna (Tessaglia) tra l'esercito macedone e quello romano. Lo scontro fu vinto dai Romani, che lasciarono sul campo 20˙000 cadaveri macedoni.
La monarchia macedone venne quindi abolita, Perseo detronizzato e la regione divisa in quattro repubbliche autonome. Solo nel 148 a.C., a seguito di una rivolta, la Macedonia fu ridotta definitivamente a provincia romana. Secondo la testimonianza degli storici antichi, Perseo, dopo aver subito il trionfo a Roma, venne deportato ad Alba Fucens assieme al figlio Alessandro e al suo seguito, dove sarebbe morto due anni dopo. Sempre Livio ci tramanda l'aneddoto secondo il quale alle domande del console Paolo Emilio che chiedeva al re sconfitto cosa l'avesse spinto al conflitto, Perseo rimanesse in silenzio piangendo.

#### Catone il Vecchio e lalex Oppia(libro XXXIV)
Si trattava di una legge suntuaria, ossia che intendeva limitare il lusso, in questo caso femminile.
Proposta dal tribuno della plebe Gaio Oppio, da cui prese il nome, prevedeva le seguenti limitazioni per le donne: non potevano possedere più di mezza oncia d'oro, né indossare un abito dai colori troppo vivaci, né andare in carrozza a Roma o in un'altra città, se non per partecipare a una cerimonia religiosa.
La legge era stata approvata in momento di particolare difficoltà per i Romani, poco dopo la battaglia di Canne, e il suo intento era sia di tipo moralistico, cioè sfavorire la tendenza - specie femminile - a cambiare mentalità e costumi di vita, e abitudini di tipo economico, dato che lo stato romano aveva più che mai bisogno di fondi per combattere la guerra e non poteva permettere che i patrimoni familiari fossero depauperati dalle spese incontrollate o voluttuarie.
Dopo la fine della guerra, la vittoria romana e l'allargamento dei confini, Roma ebbe a disposizione non solo gli strumenti finanziari per risanare la crisi, ma anche un nuovo mondo su cui affacciarsi, quello della Grecia continentale e dell'Oriente.
Nella capitale dell'impero arrivavano di continuo beni di tutti i tipi, idee nuove, modi di vita più raffinati ed eleganti, e la lex Oppia sembrò essere un inutile residuo del passato, così due tribuni della plebe, Marco Fundanio e Lucio Valerio, ne proposero l'abrogazione.
Tra i contrari all'abrogazione vi erano altri due tribuni della plebe: Marco Giunio Bruto e Publio Giunio Bruto, nonché il console Marco Porcio Catone, il quale sostenne che la legge aveva avuto effetti positivi, dato che tutte le donne ora indossavano abiti simili e le povere non avevano ragione di vergognarsi incontrando le ricche, inoltre il naturale desiderio delle donne di spendere, vera e propria malattia dalla quale le donne non possono essere guarite, era stato finalmente mitigato per legge. 
Al contrario, l'abrogazione della legge non avrebbe posto limiti al consumismo femminile.
Durante la discussione in senato, le donne si riversarono in strada per chiedere ai loro uomini di discutere della proposta nel Foro, dove anche loro avrebbero potuto assistere alla discussione. Il giorno successivo alla discussione, un numero ancora maggiore di donne si recò a casa dei due tribuni contrari all'abrogazione e vi rimase finché i due accolsero le loro richieste.

### Giudizio di Livio sulla morte di Cicerone (frammento del libro CXX)
(Livio - Ab Urbe condita libri, CXX - cit. in Seneca il Vecchio, Suasoriae, 6,17)

## Il metodo storiografico e fortuna dell'opera

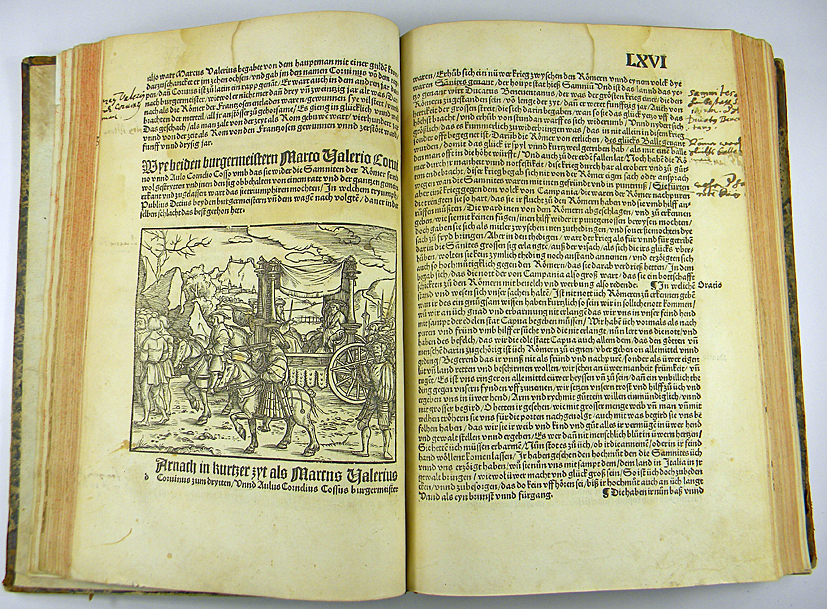
Una stampa del Cinquecento dell'opera di Livio

L'opera di Livio fu elogiata dai contemporanei, ma allo stesso tempo criticata da persone influenti come l'imperatore Caligola e gli scrittori Frontone e Quintiliano per mancanza di sobrietà, per dichiarazioni di parte a favore di Roma e per scarsezza di documentazione sulle fonti. Livio non sempre attua un attento vaglio critico e scientifico delle proprie fonti e non tenta di colmare le lacune della tradizione storiografica con il ricorso a documentazione di altro genere (manoscritti, iscrizioni ed i risultati delle ricerche degli antiquari della precedente generazione, come Attico o Varrone).
Mancando di un'impostazione storiografica in senso moderno, la sua analisi si arresta al livello del riconoscimento della contradditorietà delle fonti a lui disponibili e all'ammissione della propria incertezza. Non approfondisce le ragioni della contraddizione e privilegia la Tradizione intellettuale e culturale all'indagine critica, che avrebbe potuto minare le basi della tradizione consolidata. Tito Livio rinuncia inoltre, nella maggioranza dei casi, a ricercare le cause, in particolar modo sociali ed economiche, che danno origine agli avvenimenti che descrive.
Sebbene Livio fosse stato criticato nel suo periodo, ebbe comunque una certa fortuna, tanto che alla fine del IV secolo l'influente aristocratico Virio Nicomaco Flaviano curò un'edizione della sua opera; dopo i secoli di oblio del Medioevo (tranne le citazioni di Dante e Boccaccio), nel Rinascimento venne completamente rivalutato grazie ad un saggio di Niccolò Machiavelli, i Discorsi sopra la prima deca di Tito Livio, e da gran parte degli umanisti quali l'Alberti, il Guicciardini e Valla. Per la sua ostentazione all'austerità e al severo legame al mos maiorum romano, Livio fu apprezzato anche dai patrioti dell'Ottocento.

## Tito Livio e il regime di Ottaviano Augusto
Il regime augusteo non operò, nei confronti della storiografia, un tentativo di egemonia simile a quello attuato nei confronti della poesia e Livio non era certamente all'opposizione, ma nemmeno svolgeva una propaganda acritica.

### Aristocrazia e tradizione
Tacito riferisce che Livio, anche in considerazione delle sue origini nell'aristocrazia provinciale, tradizionalista e conservatrice, ammirava Pompeo e ostentava rispetto per altri avversari di Cesare (persino per Bruto e Cassio), tanto che Augusto avrebbe affibbiato allo storico l'epiteto scherzoso di "pompeiano", per la nostalgica simpatia verso gli ideali repubblicani e l'egemonia della classe senatoria, naturalmente investita della missione di essere la classe dirigente.
Un atteggiamento del genere non causava fastidi alla corte augustea, dal momento che Ottaviano Augusto preferiva presentarsi come il restauratore della repubblica piuttosto che come l'erede di Cesare, il quale era apparso più come il "grande eversore" alla ricerca del potere assoluto, che come uno statista della res publica. Augusto proclamava di avere ristabilito la concordia eliminando i partiti e Livio condanna la demagogia, quando narra i conflitti interni dei primi secoli della repubblica, sui quali proietta problematiche legate alle lotte più recenti (mancano le parti relative alla storia recente).

### Rilevanza dell'Etica

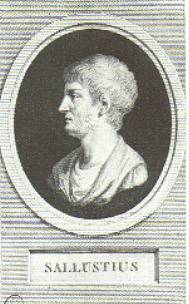
Incisione ritraente Sallustio

Un altro fattore di convergenza col principe era costituito dalla politica augustea di restaurazione degli antichi valori morali e religiosi, una tematica cara allo storico patavino, che individua nell'allontanamento dalla tradizione e nella decadenza dei valori etici su cui poggiava lo Stato romano i motivi principali della crisi morale ancor prima che delle istituzioni che aveva squassato l'Urbe.
Concordando con Gaio Sallustio, la risposta che l'Autore dà alla ricerca delle motivazioni della crisi di Roma è identificata nella crisi morale. A differenza del filopopulares Sallustio, che attribuisce la maggiore responsabilità alla corruzione dei nobiles, Tito Livio imputa alla società romana nel suo complesso la decadenza morale, rimanendo su un piano meno concreto dell'autore di età cesariana.
Il consenso di Livio verso il regime non è acritico, infatti, dalla praefatio generale, traspare un'acuta consapevolezza della recente crisi sociale e politica, che lo storico non considera risolta del tutto. Livio rifiuta quella parte dell'ideologia augustea che presenta il principato come una nuova età dell'oro e non considera il governo di Augusto la panacea contro la corruzione che aveva provocato il declino dello Stato romano. Nell'affermare che la narrazione del passato è un rimedio all'inquietudine causata dalla storia recente, Livio è polemico nei confronti della storiografia sallustiana, che pone la crisi al centro della propria indagine e, pur riconoscendo il carattere non episodico della crisi, rifiuta di concentrare l'interesse su di essa. Probabilmente, l'esaltazione delle gesta degli antichi è dovuta alla tendenza dello storico, deluso dal presente, ad idealizzare il passato.

## Traduzioni italiane con testo latino a fronte
- Storia di Roma, 15 voll., Bologna, Zanichelli, 1952-1998 [ried. Mondadori, 5 voll., collana: I classici collezione. Greci e Latini, nn. 42-46 [solo libri I-XL];
- Storie, 7 voll., Torino, UTET, 1970-1989;
- Storia di Roma dalla sua fondazione, 13 voll., Milano, Biblioteca universale Rizzoli, 1982-2003 [ried. Fabbri, 13 voll.];
- Storia di Roma, 5 voll., Milano, Garzanti, 1990-1994: solo libri I-X;
- Storia di Roma, 6 voll., Roma, Newton Compton, 1998.